# 発明家の一覧
発明家の一覧

## 一覧（アルファベット順）

### A
- ヴィタリー・アバラコフ (1906–1986)、ロシア – カミングデヴァイス、アバラコフ (またはV-thread) ギヤの無いアイスクライミングの支え
- エルンスト・アッベ (1840–1905)、ドイツ – 集束レンズ、アポクロマチックレンズ、屈折計
- en:Hovannes Adamian (1879–1932)、ソ連/ロシア – カラーテレビの三色原理
- en:Samuel W. Alderson (1914–2005)、アメリカ – ダミー人形
- en:Alexandre Alexeieff (1901–1982)、ロシア/フランス – ピンスクリーンアニメーション（妻のen:Claire Parkerとともに）
- en:Rostislav Alexeyev (1916–1980)、ロシア/ソ連 – エクラノプラン
- en:Randi Altschul (1960 - )、アメリカ – 使い捨て携帯電話
- ブルース・エイムス (1928 - 2024)、アメリカ– エームズ試験（細胞生物学）
- ジョバンニ・バッティスタ・アミーチ (1786–1863)、イタリア – en:Dipleidoscope、アミーチプリズム
- en:Ruth Amos (1989 - )、イギリス – en:StairSteady
- Mary Anderson (1866–1953)、アメリカ – ワイパーブレード
- 安藤百福 (1910–2007)、日本 – インスタントラーメン
- en:Hal Anger (1920–2005)、アメリカ – en:Well counter（放射能測定）、カメラ機能
- en:Anders Knutsson Ångström (1888–1981)、スウェーデン – 日射計
- オットマール・アンシュッツ (1846–1907)、ドイツ – 単カーテンフォーカルプレーンシャッター、電気式シュネルゼーアー
- en:Hermann Anschütz-Kaempfe (1872–1931)、ドイツ – ジャイロコンパス
- ヴァージニア・アプガー (1909–1974)、アメリカ – アプガー指数（新生児に対して）
- ニコラ・アペール (1749–1841)、フランス – ガラス瓶を用いた缶詰（食品保存）。en:Peter Durand参照。
- アルキメデス (c. 287–212 BC)、ギリシャ – アルキメディアン・スクリュー
- グイード・ダレッツォ (c. 991–c. 1033)、イタリア – グイードの手、記譜法（五線譜参照）
- en:Ami Argand (1750–1803)、フランス – en:Argand lamp
- ウィリアム・アームストロング (初代アームストロング男爵) (1810–1900)、イギリス – アキュムレータ (機械)
- en:Neil Arnott (1788–1874)、イギリス – ウォーターベッド
- en:Terry Keith Ashwin (1956 - )、南アフリカ – Link-It
- ジョセフ・アスプディン (1788–1855)、イギリス – ポルトランドセメント
- ジョン・アタナソフ (1903–1995)、ブルガリア/アメリカ – 電子ディジタルコンピューター

### B
- チャールズ・バベッジ (1791–1871)、イギリス – 解析機関（半自動式）
- en:Tabitha Babbit (1779–1853)、アメリカ – 製材所丸のこ
- en:Victor Babeș (1854–1926)、ルーマニア – en:Babesia、血清療法の創始者
- レオ・ベークランド (1863–1944)、ベルギー-アメリカ – Velox印画紙とベークライト
- ラルフ・ベア (1922–2014)、ドイツ生まれアメリカ – ゲーム機
- アドルフ・フォン・バイヤー (1835–1917)、ドイツ – フルオレセイン、合成インディゴ染料、フェノールフタレイン
- ジョン・ロジー・ベアード (1888–1946)、スコットランド – 電気機械的テレビ、電子カラーテレビ
- en:Abi Bakr of Isfahan (c. 1235)、ペルシア/イラン – 太陰太陽暦の機械的歯車アストロラーベ
- en:George Ballas (1925–2011)、アメリカ – 刈払機
- en:Vladimir Baranov-Rossine (1888–1944)、ロシア/フランス – en:Optophonic Piano
- John Barber (1734–1801)、イギリス – ガスタービン
- ジョン・バーディーン (1908–1991)、アメリカ – ブラッテン、ショックレーとともにトランジスタを発明
- en:Vladimir Barmin (1909–1993)、ロシア – 初のロケット発射施設（射場）
- en:Anthony R. Barringer (1925–2009)、カナダ/アメリカ – INPUT (Induced Pulse Transient) 空中電磁システム
- en:Earl W. Bascom (1906–1995)、カナダ/アメリカ – rodeo bucking chute (1916 and 1919)、rodeo bronc saddle (1922)、rodeo bareback rigging (1924)、rodeo riding chaps (1926)
- ニコライ・バソフ (1922–2001)、ロシア – レーザーとメーザーの共同発明者
- en:Émile Baudot (1845–1903)、フランス – en:Baudot Code
- en:Eugen Baumann (1846–1896)、ドイツ – ポリ塩化ビニル
- en:Trevor Baylis (1937–2018)、イギリス – en:wind-up radio
- en:Maria Beasley (1847–1904)、アメリカ – 樽製造機、救命ボートの改良
- フランシス・ボーフォート (1774–1857)、アイルランド/イギリス – ビューフォート風力階級、en:Beaufort cipher
- アーノルド・ベックマン (1900–2004)、アメリカ – pHメーター
- ウラジーミル・ベヒテレフ (1857–1927)、ロシア – en:Bekhterev's Mixture
- en:Josip Belušić (1847–?)、クロアチア – 電気速度計
- アレクサンダー・グラハム・ベル (1847–1922)、イギリス、カナダ、アメリカ – 電話機
- en:Nikolay Benardos (1842–1905)、ロシア帝国 – アーク溶接（特に最初のアーク溶接方法である炭素アーク溶接）
- en:Ruth R. Benerito (1916–2013)、アメリカ – パーマネントプレス（アイロンいらずの服）
- en:Miriam Benjamin (1861–1947)、ワシントンD.C. – Gong and signal chair（下院で採用された。客室乗務員信号システムの前の形）
- en:William R. Bennett Jr. (1930–2008)、（en:Ali Javan (1926–)とともに）、アメリカ/イラン – 気体レーザー（ヘリウム-ネオン）
- en:Melitta Bentz (1873–1950)、ドイツ – 紙のコーヒーフィルター
- カール・ベンツ (1844–1929)、ドイツ – ガソリン自動車
- ハンス・ベルガー (1873–1941)、ドイツ – 最初のヒトの脳波とその開発
- フリードリッヒ・ベルギウス (1884–1949)、ドイツ – ベルギウス法（炭素から合成燃料）
- エミール・ベルリナー (1851–1929)、ドイツとアメリカ – ディスクレコード蓄音機
- ティム・バーナーズ＝リー (1955 - )、イギリス – （ロバート・カイリューとともに）World Wide Web
- マルセラン・ベルテロ (1827–1907)、フランス – Berthelot's reagent (chemistry)
- en:Max Bielschowsky (1869–1940)、ドイツ – en:Bielschowsky stain (histology)
- アルフレッド・ビネー (1857–1911)、フランス – （自身の学生であるen:Théodore Simon (1872–1961)とともに）初の実用的な知能検査
- en:Lucio Bini (1908–1964)（ウーゴ・チェルレッティ (1877–1963)とともに）、イタリア – 電気けいれん療法
- ゲルト・ビーニッヒ (1947 - )、en:Christoph Gerber、en:Calvin Quate、ハインリッヒ・ローラーとともに、ドイツ/スイス/アメリカ – 原子間力顕微鏡と走査型トンネル顕微鏡
- en:Clarence Birdseye (1886–1956)、アメリカ – en:Flash freezing
- ビーロー・ラースロー (1899–1985)、ハンガリー – ボールペン
- en:Thor Bjørklund (1889–1975)、ノルウェー – チーズスライサー
- en:J. Stuart Blackton (1875–1941)、アメリカ – ストップモーション映画
- en:Otto Blathy (1860–1939)、ハンガリー – 変圧器、電力計、交流電流 (AC) 、ターボ発電機
- ジョン・ブレンキンソップ (1783–1831)、イギリス – ブレンキンソップラック鉄道システム
- チャールズ・K・ブリス (1897–1985)、オーストリア＝ハンガリー/オーストラリア – ブリスシンボル
- キャサリン・ブロジェット (1898–1979)、イギリス – 無反射ガラス
- en:Alan Blumlein (1903–1942)、イギリス – ステレオ
- デビッド・ボグス (1950 - 2022)、アメリカ – イーサネット
- ニルス・ボーリン (1920–2002)、スウェーデン – 3点式シートベルト
- en:Charlie Booth (1903–2008)、オーストラリア – スターティングブロック
- en:Sam Born (1891–1959)、ロシア/アメリカ – ロリポップ製造機械
- ジャガディッシュ・チャンドラ・ボース (1858–1937)、インド – en:Crescograph
- en:Matthew Piers Watt Boulton (1820–1894)、イギリス – 補助翼
- en:Seth Boyden (1788–1870)、アメリカ – 製釘機
- en:Herbert Boyer (1936 - )、ポール・バーグ (1926 - 2023)とスタンリー・ノーマン・コーエン (1935–)とともに、アメリカ – 初の遺伝子組換え生物の作成
- ウィラード・ボイル (1924–2011)、ジョージ・E・スミス (1930–)とともに、アメリカ – CCDイメージセンサ
- en:Hugh Bradner (1915–2008)、アメリカ – ウェットスーツ
- ルイ・ブライユ (1809–1852)、フランス – 点字、点字楽譜
- en:Jacques E. Brandenberger (1872–1954)、スイス – セロファン
- エドアール・ブランリー (1844–1940)、フランス – コヒーラ検波器
- en:Charles F. Brannock (1903–1992)、アメリカ – en:Brannock Device (shoe size)
- ウォルター・ブラッテン (1902–1987)、アメリカ – トランジスタの共同発明者
- フェルディナント・ブラウン (1850–1918)、ドイツ – ブラウン管オシロスコープ
- en:Stanislav Brebera (1925–2012)、チェコ共和国 – セムテックス爆薬
- ディヴィッド・ブリュースター (1781–1868)、イギリス – 万華鏡
- en:Rachel Fuller Brown (1898–1980)、アメリカ – ナイスタチン（世界初の抗真菌性抗生物質）
- en:William C. Brown (1916–1999)、アメリカ – en:Crossed-field amplifier
- en:Marie Van Brittan Brown (1922–1999)、アメリカ – ホームセキュリティシステム
- en:Friedrich Wilhelm Gustav Bruhn (1853–1927)、ドイツ – タクシーメーター
- ニコライ・ブルセンツォフ（英語版、ロシア語版） (1925–2014)、USSR、ロシア – 三進法コンピュータ（w:Ternary computer）Setun
- en:Dudley Allen Buck (1927–1959)、アメリカ – クライオトロン、連想メモリ
- en:Edwin Beard Budding (1795–1846)、イギリス – 芝刈り機
- en:Gersh Budker (1918–1977)、ロシア – 電子冷却、コライダーの共同発明者
- en:Edward Bull (c.1759–1798)、イングランド – en:Bull engine（改良した蒸気機関）
- ロベルト・ブンゼン (1811–1899)、ドイツ – ブンゼンバーナー
- en:Henry Burden (1791–1871) スコットランドとアメリカ – 蹄鉄機、最初に使われた鉄の犬釘

### C
- ロバート・カイリュー (1947 - )、ベルギー – ティム・バーナーズ＝リーとともに、World Wide Web
- en:Edward A. Calahan (1838–1912)、アメリカ – ストックティッカーテープ
- en:Nicholas Callan (1799–1864)、アイルランド – 誘導コイル
- en:Tullio Campagnolo (1901–1983)、Italy – クイックリリース
- en:Charles Cantor (1942 - )、アメリカ – パルスフィールドゲル電気泳動（分子生物学）
- マリオ・カペッキ (1937 - )、マーティン・エヴァンズ (1941 - )、オリヴァー・スミティーズ (1925 -2017)とともに、アメリカ – 遺伝子ターゲティング
- en:Arturo Caprotti (1881–1938)、Italy – en:Caprotti valve gear
- ジェロラモ・カルダーノ (1501–1576)、イタリア – カルダングリツ（暗号理論）
- en:Philip Cardew (1851–1910)、イギリス – 熱ワイヤ検流計
- チェスター・カールソン (1906–1968)、アメリカ – ゼログラフィ複写機
- ウォーレス・カロザース (1896–1937)、アメリカ – ナイロンおよびネオプレン（en:Arnold Collinsとともに）
- en:Antonio Benedetto Carpano (1764–1815)、イタリア – ベルモット
- en:Giovanni Caselli (1815–1891)、イタリア/フランス – en:Pantelegraph
- ジョージ・ケイリー (1773–1857)、イギリス – tension-spoke wheels
- アンデルス・セルシウス (1701–1744)、スウェーデン – セルシウス度
- ヴィントン・サーフ (1943 - )、ロバート・カーン (1938–)とともに、アメリカ – Internet Protocol (IP)
- ウーゴ・チェルレッティ (1877–1963)、en:Lucio Bini (1908–1964)とともに、イタリア – 電気けいれん療法
- en:Charles Chamberland (1851–1908)、フランス – シャンベラン型濾過器
- en:Min Chueh Chang (1908–1991)、en:Gregory Goodwin Pincus (1903–1967)とともに、アメリカ/中国 – 経口避妊薬
- en:Thomas Chang (1933 - )、カナダ/中国 – 人工細胞
- en:Emmett Chapman (1936 - )、US – スティック
- クロード・シャップ (1763–1805)、フランス – 腕木通信
- en:David Chaum (1955 - )、アメリカ – デジタル署名、en:ecash
- ウラジーミル・チェロメイ (1914–1984)、USSR– 最初の宇宙ステーション（サリュート）
- パーヴェル・チェレンコフ (1904–1990)、USSR – チェレンコフ検出器
- エヴゲニー・チェルトフスキー (1902- 1961)、ロシア – 与圧服
- en:Ward Christensen (1945 - )、アメリカ – 電子掲示板
- オーレ・キアク・クリスチャンセン (1891–1958)、デンマーク – レゴの創設者
- サミュエル・ハンター・クリスティー (1784–1865)、イギリス – ホイートストンブリッジ
- フアン・デ・ラ・シエルバ (1895–1936)、スペイン – オートジャイロ
- en:Charles Clagget (1740–1795)、イギリス – 楽器の改良
- en:Leland Clark (1918–2005)、アメリカ – クラーク電極（医学）
- ジョルジュ・クロード (1870–1960)、フランス – ネオンランプ
- アンリ・コアンダ (1886–1972)、ルーマニア – コアンダ効果
- ジョセフィン・コクラン (1839–1913)、アメリカ – 食器洗い機
- クリストファー・コッカレル (1910–1999)、イギリス – ホバークラフト
- en:Aeneas Coffey (1780–1852)、アイルランド – 連続式蒸留器
- en:Sir Henry Cole (1808–1882)、イギリス – クリスマス・カード
- サミュエル・コルト (1814–1862)、アメリカ – 回転式拳銃の開発
- Sir William Congreve (1772–1828)、イギリス – コングリーヴ・ロケット
- en:George Constantinescu (1881–1965)、ルーマニア – 連続体力学の新分野であるen:theory of sonicsの創始
- en:Albert Coons (1912–1978)、アメリカ – 免疫蛍光法（顕微鏡法）
- マーティン・クーパー (1928 - )、アメリカ – 携帯電話
- ハリー・クーヴァー (1917–2011)、アメリカ – スーパーグルー
- en:Lloyd Groff Copeman (1865–1956)、アメリカ – 電気コンロ
- en:Cornelis Corneliszoon (1550–1607)、オランダ – 風力駆動の製材所
- en:Alexander Coucoulas (1933 - )、アメリカ – 超音波熱圧着
- en:Wallace H. Coulter (1913–1998)、アメリカ – コールターカウンター
- ジャック＝イヴ・クストー (1910–1997)、フランス – アクアラングとen:Nikonos水中カメラの共同発明者
- John "Jack" Higson Cover Jr. (1920–2009)、アメリカ – en:Taser
- ウィリアム・クルックス (1832–1919)、イギリス – クルックスラジオメーター、クルックス管
- バルトロメオ・クリストフォリ (1655–1731)、イタリア – ピアノ
- en:S. Scott Crump (inv. c. 1989)、アメリカ – 熱溶解積層法
- ニコラ＝ジョゼフ・キュニョー (1725–1804)、フランス – 最初の蒸気による道路車両
- ウィリアム・カレン (1710–1790)、イギリス – 最初の人工冷蔵庫
- ジャン・チョクラルスキー (1885–1953)、ポーランド/ドイツ – チョクラルスキー法（結晶成長）

### D
- ニルス・グスタフ・ダレーン (1869–1937)、スウェーデン – en:AGA cooker、en:Dalén light、en:Agamassan、灯台や浮標のen:Sun valve
- ジョン・フレデリック・ダニエル (1790–1845)、イギリス – ダニエル電池
- en:Corradino D'Ascanio (1891–1981)、イタリア – ベスパスクーター
- レオナルド・ダ・ヴィンチ (1452–1519)、イタリア – ヘリコプター、戦車、安全のためのパラシュート
- Jacob Davis (1868–1908)、アメリカ – リベットがついたジーンズ
- ハンフリー・デービー (1778–1829)、イギリス – デービー灯
- Joseph Day (1855–1946)、イギリス – クランクケース圧縮2ストローク機関
- リー・ド・フォレスト (1873–1961)、アメリカ – en:Phonofilm、三極管
- en:Fe del Mundo (1911–2011)、フィリピン – 非電気インキュベータ
- en:Yuri Nikolaevich Denisyuk (1927–2006)、ロシア – 3Dホログラフィー
- ロバート・デナード (1932 - 2024)、アメリカ – DRAM
- en:Miksa Deri (1854–1938)、ハンガリー – 改良したクローズドコア変圧器の共同発明者
- ジェイムズ・デュワー (1842–1923)、イギリス – 魔法瓶
- en:Aleksandr Dianin (1851–1918)、ロシア – ビスフェノールA、en:Dianin's compound
- ウィリアム・K・L・ディクソン (1860–1935)、イギリス – モーションピクチャーカメラ
- Philip Diehl (1847–1913)、アメリカ – シーリングファン
- ルドルフ・ディーゼル (1858–1913)、ドイツ – ディーゼルエンジン
- en:William H. Dobelle (1943–2004)、アメリカ – Dobelle Eye
- ヨハン・デーベライナー (1780–1849)、ドイツ – en:Döbereiner's lamp（化学）
- 土井利忠 (技術者) (1943 - )、日本、Joop Sinjouとともに、Netherlands – コンパクトディスク
- レイ・ドルビー (1933–2013)、アメリカ – ドルビーノイズリダクションシステム
- en:Gene Dolgoff (1950 - )、アメリカ – 液晶プロジェクタ
- ミハイル・ドリヴォ＝ドブロヴォルスキー (1862–1919)、ポーランド/ロシア – 三相交流
- Marion O'Brien Donovan (1917–1998)、アメリカ – 水を通さないおむつ
- フップ・ファン・ドールネ (1900–1979)、オランダ - バリオマチック連続可変トランスミッション
- en:John Thompson Dorrance (1873–1930)、アメリカ – 濃縮スープ
- en:Amanda Minnie Douglas (1831–1916)、writer and inventor (portable folding mosquito net frame)
- チャールズ・ダウ (1851–1902)、アメリカ – ダウ平均株価
- en:Mulalo Doyoyo (1970 - )、南アフリカ/アメリカ – en:Cenocell – セメントの無いコンクリート
- en:Anastase Dragomir (1896–1966)、ルーマニア – 射出座席
- カール・フォン・ドライス (1785–1851)、ドイツ – ドライジーネ、軌道自転車
- Richard Drew (1899–1980)、アメリカ – マスキングテープ
- ジョン・ボイド・ダンロップ (1840–1921)、イギリス – 最初の実用的な空気タイヤ
- en:Cyril Duquet (1841–1922)、カナダ – 電話送受器
- アレクセイ・ドゥーシュキン (1904–1977)、ロシア – en:deep column station
- ジェームズ・ダイソン (1947 - )、イギリス – サイクロン分離の原理を組み込んだデュアルサイクロンバッグレス掃除機

### E
- ジョージ・イーストマン (1854–1932)、アメリカ – ロールフィルム
- ジョン・プレスパー・エッカート (1919–1995)、アメリカ – ENIAC 最初の汎用プログラム可能デジタルコンピュータ
- トーマス・エジソン (1847–1931)、アメリカ – 蓄音機、商業的に実用的な白熱電球など、en:List of Edison patentsなど
- en:Pehr Victor Edman (1916–1977)、スウェーデン – タンパク質配列のエドマン分解
- ロバート・G・エドワーズ (1925–2013)、United Kingdom – 体外受精
- en:Ellen Eglin (1849 – 1890ごろ)、アメリカ – 洗濯物絞り器
- ブレンダン・アイク (1961 - )、アメリカ – JavaScript（プログラミング言語）
- ウィレム・アイントホーフェン (1860–1927)、オランダ – 心電図
- en:Benjamin Eisenstadt (1906–1996)、アメリカ – 砂糖袋
- en:Paul Eisler (1907–1992)、オーストリア/アメリカ – プリント基板（電子工学）
- ギオルギ・エリアバ (1892–1937)、フェリックス・デレーユ(1873–1949)とともに、フランス/ジョージア – ファージ・セラピー
- en:Ivan Elmanov、ロシア – 最初のモノレール（馬が引く）
- en:Rune Elmqvist (1906–1996)、スウェーデン – 植込みペースメーカー
- en:John Haven Emerson (1906–1997)、アメリカ – 鉄の肺
- ダグラス・エンゲルバート (1925–2013)、アメリカ – マウス (コンピュータ)
- ジョン・エリクソン (1803–1889)、スウェーデン – 2つのスクリュープロペラ
- エミール・エルレンマイヤー (1825–1909)、ドイツ – 三角フラスコ
- マーティン・エヴァンズ (1941 - )、マリオ・カペッキ(1937 - )、オリヴァー・スミティーズ(1925–2017)とともに、アメリカ – ノックアウトマウス、遺伝子ターゲティング
- en:Ole Evinrude (1877–1934)、ノルウェー – 船外機

### F
- シャルル・ファブリ (1867–1945)、アルフレッド・ペロー(1863–1925)とともに、フランス – ファブリ・ペロー干渉計（物理学）
- en:Samuel Face (1923–2001)、アメリカ – concrete flatness/levelness technology; en:Lightning Switch
- フェデリコ・ファジン (1941 - )、イタリア – マイクロプロセッサ
- ガブリエル・ファーレンハイト (1686–1736)、オランダ – 華氏温度、水銀封入ガラス温度計
- マイケル・ファラデー (1791–1867)、イギリス – 変圧器、電動機
- ヨハン・マリア・ファリナ (1685–1766)、ドイツ; オーデコロン
- en:Myra Juliet Farrell (1878–1957)、オーストラリア – stitchless button、Press stud
- フィロ・ファーンズワース (1906–1971)、アメリカ – 電子式テレビ
- ファザーリ (died 796/806)、ペルシア – アストロラーベ
- ジョン・フェン (1917–2010)、アメリカ – エレクトロスプレーイオン化
- en:Henry John Horstman Fenton (1854–1929)、イギリス – フェントン試薬（化学）
- en:James Fergason (1934–2008)、アメリカ – 改良液晶ディスプレイ
- エンリコ・フェルミ (1901–1954)、イタリア – 原子炉
- en:Humberto Fernández-Morán (1924–1999)、ベネズエラ – ダイヤモンドのメス、ウルトラミクロトーム
- en:Michele Ferrero (1925–2015)、イタリア – キンダーサプライズ = キンダーエッグス、ヌテラ
- en:Bran Ferren (1953 - )、アメリカ – マルチタッチ、Daniel Hillisとともに
- レジナルド・フェッセンデン (1866–1932)、カナダ – 双方向無線
- en:Robert Feulgen (1884–1955)、ドイツ – フォイルゲン染色（組織学）
- en:Adolf Gaston Eugen Fick (1829–1901)、ドイツ – コンタクトレンズ
- イブン・フィルナース (810–887)、アンダルス – 石英ガラス、メトロノーム
- アルトゥール・フィッシャー (1919–2016)、ドイツ – en:fischertechnik含む留め金具
- フランツ・フィッシャー (1877–1947)、Hans Schrader(1921–2012)とともに、ドイツ – en:Fischer assay (oil yield test)
- フランツ・フィッシャー (1877–1947)、ハンス・トロプシュ (1889–1935)とともに、ドイツ – フィッシャー・トロプシュ法 (精製プロセス)
- Gerhard Fischer (1899–1988)、ドイツ/アメリカ – 手持ち金属探知機
- en:Paul C. Fisher (1913–2006)、アメリカ – en:Space Pen
- アレクサンダー・フレミング (1881–1955)、スコットランド – ペニシリン
- ジョン・フレミング (1848–1945)、イギリス – 真空ダイオード
- サンドフォード・フレミング (1827–1915)、カナダ – 世界時
- en:Nicolas Florine (1891–1972)、ジョージア/ロシア/ベルギー – 自由に飛ぶ最初のタンデムローラーヘリコプター
- トミー・フラワーズ (1905–1998)、イギリス – en:Colossus、初期の電算機
- en:Thomas J. Fogarty (1934 - )、アメリカ – Embolectomy catheter（医学）
- エンリコ・フォルラニーニ (1848–1930)、イタリア – 蒸気ヘリコプター、水中翼船、フォルラニーニ飛行船
- en:Eric Fossum (1957 - )、アメリカ – CMOSイメージセンサのピクセル内電荷移動
- レオン・フーコー (1819–1868)、フランス – フーコーの振り子、ジャイロスコープ、渦電流
- en:Benoît Fourneyron (1802–1867)、フランス – 発電用水車
- John Fowler (1826–1864)、イギリス – 蒸気駆動耕作機
- ベンジャミン・フランクリン (1706–1790)、アメリカ – 先の尖った避雷針導体、bifocal glasses、the en:Franklin stove、グラスハーモニカ
- en:Herman Frasch (1851–1914)、ドイツ/アメリカ – フラッシュ法（石油化学）、パラフィンワックス精製
- Ian Hector Frazer (1953 - )、en:Jian Zhou (1957–1999)とともに、アメリカ/中国 – 子宮頸がんに対するHPVワクチン
- オーギュスタン・ジャン・フレネル (1788–1827)、フランス – フレネルレンズ
- en:William Friese-Greene (1855–1921)、イギリス – 映画撮影術
- en:Julius Fromm (1883–1945)、ドイツ – 縫い目のないコンドーム
- en:Arthur Fry (1931 - )、アメリカ – ポスト・イット
- バックミンスター・フラー (1895–1983)、アメリカ – ジオデシック・ドーム
- C. W. Fuller (inv. 1953)、アメリカ – en:Gilhoolie
- ロバート・フルトン (1765–1815)、アメリカ – 最初の商業的に成功した蒸気船、最初の実用的な潜水艦
- Ivan Fyodorov (c. 1510–1583)、ロシア/ポーランド・リトアニア共和国 – マルチバレル式迫撃砲の発明、ロシアに印刷を紹介
- スヴャトスラフ・フョードロフ (1927–2000)、ロシア – 放射状角膜切開
- ウラジーミル・フョードロフ (1874–1966)、ロシア – フェドロフM1916（初の自動装てん式バトルライフル、おそらく初のアサルトライフル）

### G
- ガーボル・デーネシュ (1900–1979)、ハンガリー系イギリス – ホログラフィー
- en:Boris Borisovich Galitzine (1862–1916)、Russia – 電磁地震計
- en:Joseph G. Gall (1928 - )、アメリカ – In situ ハイブリダイゼーション（細胞生物学）
- Alfred William Gallagher (1911–1990)、ニュージーランド – 農家の電気柵
- ドミトリ・Z・ガルブゾフ (1940–2006)、ロシア/アメリカ – 連続波動作ダイオードレーザー（ジョレス・アルフョーロフとともに）、高出力ダイオードレーザ
- en:Elmer R. Gates (1859–1923)、アメリカ – 泡消火器、電気織機機構、磁気・反磁性分離機、知育玩具("box & blocks")
- リチャード・ジョーダン・ガトリング (1818–1903)、アメリカ – 小麦ドリル、最初に成功した機関銃
- en:Georgy Gause (1910–1986)、ロシア – en:gramicidin S、ネオマイシン、リンコマイシンなどの抗生物質
- en:E. K. Gauzen、ロシア – en:three bolt equipment（初期のダイビング服）
- en:Norman Gaylord (1923–2007)、アメリカ – 硬質気体透過性コンタクトレンズ
- en:Karl-Hermann Geib (1908–1949)、ドイツ/USSR – en:Girdler sulfide process
- ハンス・ガイガー (1882–1945)、ドイツ – ガイガー・カウンター
- アンドレ・ガイム (1958 - )、ロシア/イギリス – グラフェン
- en:Nestor Genko (1839–1904)、Russia – en:Genko's Forest Belt（最初の大規模防風システム）
- 平賀源内 (1728-1780)、日本 - エレキテル、火浣布
- en:Christoph Gerber (1942–)、en:Calvin Quate (1923–)、ゲルト・ビーニッヒ (1947–)とともに、ドイツ/アメリカ/スイス – 原子間力顕微鏡
- en:Friedrich Clemens Gerke (1801–1888)、ドイツ – 現行の国際モールス信号
- en:David Gestetner (1854–1939)、オーストリアハンガリー/イギリス – Gestetner copier
- en:Alberto Gianni (1891–1930)、イタリア – en:Torretta butoscopica
- ジョン・ヘイシャム・ギボン (1903–1973)、アメリカ – 人工心肺装置
- en:Gustav Giemsa (1867–1948)、ドイツ – ギムザ染色（組織学）
- en:Adolph Giesl-Gieslingen (1903–1992)、オーストリア – ギースル・エジェクタ
- アンリ・ジファール (1825–1882)、フランス – 動力飛行船、インジェクタ
- en:David J. Gingery (1932–2004)、USA
- ドナルド・グレーザー (1926–2013)、アメリカ – 泡箱
- Joseph Glass (1791–1867)、イングランド – 煙突掃除機
- ヴァレンティン・グルシュコ (1908–1989)、ロシア – ハイパーゴリック推進剤、電気推進、ソ連ロケットエンジン（世界で最も強い液体燃料ロケットエンジンRD-170）
- en:Heinrich Göbel (1818–1893)、ドイツ – 白熱電球
- レオニード・ゴビャート (1875–1915)、ロシア – 人が持ち運べる迫撃砲
- ロバート・ゴダード (1882–1945)、アメリカ – 液体燃料ロケット
- en:Sam Golden (1915–1997)、en:Leonard Bocour (1910–1993)とともに、アメリカ – アクリル絵具
- en:Peter Carl Goldmark (1906–1977)、ハンガリー – ヴァイナルレコード (LP)、CBSカラーテレビ
- カミッロ・ゴルジ (1843–1926)、イタリア – ゴルジ染色（組織学）
- en:György Gömöri (1904–1957)、ハンガリー/アメリカ – Gömöriトリクローム染色、Gömöriメセナミン銀染色（組織学）
- チャールズ・グッドイヤー (1800–1860)、アメリカ – ゴムの加硫
- en:Praveen Kumar Gorakavi (1989 - )、インド – 低コスト点字タイプライター
- en:Robert W. Gore (1937 - )、アメリカ – ゴアテックス
- en:Igor Gorynin (1926–2015)、ロシア – 溶接可能なチタン合金、高強度アルミニウム合金、放射線硬化鋼
- ジェームズ・ゴスリン (1955 - )、アメリカ – Java
- ゴードン・グールド (1920–2005)、アメリカ – レーザー（セオドア・メイマン参照）
- en:Richard Hall Gower (1768–1833)、イギリス – ship's hull and rigging
- en:Boris Grabovsky (1901–1966)、ロシア – カソード整流子、初期の電子TV撮像管
- en:Bette Nesmith Graham (1924–1980)、アメリカ – 修正液、リキッドペーパー
- ハンス・クリスチャン・グラム (1853–1938)、デンマーク/ドイツ – グラム染色（組織学）
- ゼノブ・グラム (1826–1901)、ベルギー/フランス – グラムダイナモ
- テンプル・グランディン (1947 - )、en:squeeze machineや人道的な屠畜場の発明者
- マイケル・グレッツェル (1944 - )、ドイツ/スイス– 色素増感太陽電池
- ジェームズ・グレートヘッド (1844–1896)、南アフリカ – トンネルボーリングマシン、シールドトンネル技術
- en:Chester Greenwood (1858–1937)、アメリカ – 熱耳あて
- en:Lori Greiner (1969 - )、アメリカ – Silver Safekeeper anti-tarnish lining (jewelry organizers) and multiple consumer products、120 US and foreign patents
- ジェームス・グレゴリー (1638–1675)、スコットランド – グレゴリー式望遠鏡
- William Griggs (1832–1911)、イングランド – フォトリソグラフィのプロセス
- ウィリアム・ロバート・グローブ (1811–1896)、ウェールズ – 燃料電池
- en:Gustav Guanella (1909–1982)、スイス – 直接シーケンス・スペクトラム拡散、Guanella-バラン
- オットー・フォン・ゲーリケ (1602–1686)、ドイツ – 真空ポンプ、圧力計、ガス密度計
- ミハイル・グレーヴィチ (1893–1976)、ロシア – 世界で多く生産されたジェット機MiG-15と超音速機MiG-21などMiGシリーズの戦闘機（アルテム・ミコヤンとともに）
- en:Goldsworthy Gurney (1793–1875)、イングランド – en:Gurney Stove
- バルトロメウ・デ・グスマン (1685–1724)、ブラジル – 初期のエアバルーン
- ヨハネス・グーテンベルク (c. 1398–1468)、ドイツ – 可動活字印刷機
- en:Samuel Guthrie (physician) (1782–1848)、アメリカ – クロロホルムの発見

### H
- フリッツ・ハーバー (1868–1934)、ドイツ – ハーバー法（アンモニア合成）
- ジョン・ハドリー (1682–1744)、イギリス – 八分儀
- en:Waldemar Haffkine (1860–1930)、ロシア/スイス – 最初の反コレラ・ペストワクチン
- グンター・フォン・ハーゲンス (1945 - )、ドイツ – 全身プラスティネーション
- チャールズ・マーティン・ホール (1863–1914)、アメリカ – アルミニウム製造
- en:Robert N. Hall (1919–2016)、アメリカ – 半導体レーザー
- en:Tracy Hall (1919–2008)、アメリカ – 合成ダイヤモンド
- en:Nicholas Halse ( - 1636)、England – malt kiln
- リチャード・ハミング (1915–1998)、アメリカ – ハミング符号
- en:John Hays Hammond Jr. (1888–1965)、アメリカ – 無線制御
- en:Ruth Handler (1916–2002)、アメリカ – バービー人形
- ジェームズ・ハーグリーブス (1720–1778)、イギリス – ジェニー紡績機
- John Harington (1561–1612)、イギリス – 水洗トイレ
- en:William Snow Harris (1791–1867)、United Kingdom – 大幅に改良された海軍避雷針
- ジョン・ハリソン (時計職人) (1693–1776)、イギリス – en:marine chronometer
- en:Ross Granville Harrison (1870–1959)、アメリカ – 最初の成功した生物組織培養、細胞培養
- 橋本和芙 (died 1995)、日本 – Caller-ID、留守番電話
- en:Victor Hasselblad (1906–1978)、Sweden – 6 x 6 cm一眼レフカメラの発明
- イブン・ハイサム（アルハゼン）(965–1039)、イラク – カメラ・オブスクラ、ピンホールカメラ、拡大鏡
- 鄭和 (1371–1433)、中国 – en:Chinese treasure ship
- en:George H. Heilmeier (1936–2014)、アメリカ – 液晶ディスプレイ (LCD)
- ヘンリー・ハイムリック (1920–2016)、アメリカ – ハイムリック法
- ロバート・A・ハインライン (1907–1988)、アメリカ – ウォーターベッド
- en:Jozef Karol Hell (1713–1789)、スロバキア – the water pillar
- en:Rudolf Hell (1901–2002)、ドイツ – the en:Hellschreiber
- ヘルマン・フォン・ヘルムホルツ (1821–1894)、ドイツ – en:Helmholtz pitch notation、ヘルムホルツ共鳴器、眼底検査
- 張衡 (科学者) (78–139)、中国 – 地震計、最初の水力による天球儀
- en:Beulah Louise Henry (1887–1973)、アメリカ – ボビンフリーミシン、真空アイスクリーム製造機
- en:Charles H. Henry (1937 - )、アメリカ – 量子井戸レーザー
- ジョセフ・ヘンリー (1797–1878)、スコットランド/アメリカ – 電磁継電器
- フェリックス・デレーユ (1873–1949)、ギオルギ・エリアバ (1892–1937)とともに、フランス/ジョージア – ファージ・セラピー
- ヘロン (c. 10–70)、アエギュプトゥス – 1世紀前に記述されていた可能性もあるが、アイオロスの球の発明者と考えられている
- ジョン・ハーシェル (1792–1871)、イギリス – 定着液 (写真現像)（ハイポ）、感光系
- ハリー・フーディーニ (1874–1926) アメリカ – flight time illusion
- ハインリヒ・ヘルツ (1857–1894)、ドイツ – 無線電信、電磁放射
- en:Ephraim Hertzano (fl. 1950)、ルーマニア/イスラエル – ラミーキューブ
- en:Lasse Hessel (1940 - )、デンマーク – 女性用コンドーム
- ゲオルク・ド・ヘヴェシー (1885–1966)、ハンガリー – 放射性トレーサー
- Ronald Price Hickman (1932–2011)、アメリカ – オリジナルのロータス・エラン、ロータス・エラン+2、ロータス・ヨーロッパ、en:Black & Decker Workmateの設計
- ローランド・ヒル (1795–1879)、イギリス – 切手
- en:Maurice Hilleman (1919–2005) – 小児の病気に対するワクチン
- 田中久重 (1799–1881)、日本 – 万年自鳴鐘
- マーシャン・ホフ (1937 - )、アメリカ – マイクロプロセッサ
- en:Felix Hoffmann（バイエル） (1868–1949)、ドイツ – アスピリン
- アルバート・ホフマン (化学者) (1906–2008)、スイス – LSD (薬物)
- 本多光太郎 (1870–1954)、日本 – KS鋼
- en:Huang Hongjia (1924 - )、中国 – シングルモード光ファイバー.
- ハーマン・ホレリス (1860–1929)、アメリカ – 機械が読むことができるメディア、作表機、パンチカードでデータを記録する方法
- ニック・ホロニアック (1928 -  2022)、アメリカ – 発光ダイオード
- en:Norman Holter (1914–1983)、アメリカ – en:Holter monitor
- ロバート・フック (1635–1703)、イギリス – en:balance wheel、アイリス絞り、針金電話
- en:Erna Schneider Hoover (1926 - )、アメリカ – コンピュータ化された電話交換システム
- グレース・ホッパー (1906–1992)、アメリカ – コンパイラ
- フランク・ホーンビィ (1863–1936)、イギリス – メカノの発明
- en:Jimmy Hotz (1953 - )、アメリカ – Hotz MIDI Translator、Atari Hotz Box
- en:Royal Earl House (1814–1895)、アメリカ – 最初の印刷電信機
- en:Coenraad Johannes van Houten (1801–1887)、オランダ – ココアパウダー、ココアバター、チョコレートミルク
- エリアス・ハウ (1819–1867)、アメリカ – ミシン
- デイビッド・エドワード・ヒューズ (1831–1900)、イギリス – 印刷電信機
- en:Chuck Hull (1939 - )、アメリカ – 3Dプリンター
- en:Troy Hurtubise (1963–2018)、カナダ – en:Trojan Ballistics Suit of Armor、Ursus suit、Firepaste、Angel Light
- en:Miller Reese Hutchison (1876–1944)、アメリカ – en:Klaxon、電気補聴器
- クリスティアーン・ホイヘンス (1629–1695)、オランダ – 振り子時計
- ジョン・ウェズリー・ハイアット (1837–1920)、アメリカ – セルロイド製造

### I
- ガブリル・イリザロフ (1921–1992)、ロシア – en:Ilizarov apparatus、外固定、仮骨延長
- 井上大佑 (1940 - )、日本 – カラオケ
- イリニ・ヤーノシュ (1817–1895)、ハンガリー – 音の出ないマッチ
- アブ・アイワークス (1901–1971)、アメリカ – アニメーションのマルチプレーン・カメラ

### J
- en:Moritz von Jacobi (1801–1874)、ドイツ/ロシア – 電鋳、電気ボート
- ルドルフ・イエーニッシュ (1942 - )、ドイツ/アメリカ – 最初の遺伝子組み換えマウス
- カール・ジャンスキー (1905–1950)、アメリカ – 電波望遠鏡
- 蔣英実 (1383 - 1450)、朝鮮 – 測雨器
- カール・ヤトー (1873–1933)、ドイツ – 飛行機
- en:Ali Javan (1926–2016)、en:William R. Bennett Jr. (1930–2008)とともに、イラン/アメリカ – 気体レーザー（ヘリウムネオン）
- ジャザリー (1136–1206)、イラク – クランク駆動および水力によるサクィヤ竜骨車、クランク駆動ねじおよびねじポンプ、elephant clock、重り駆動の時計、重り駆動のポンプ、レシプロケーティングピストン吸い上げポンプ、歯車、水力による給水システム、プログラム可能な人型ロボット、ロボット工学、手洗いオートマタ、水洗式機構、lamination、静釣り合わせ、ペーパークラフト、砂型鋳造法、鋳型砂、間欠性、リンク機構
- en:Ibn Al-Jazzar (Algizar) (895–979)、チュニジア – 性機能障害と勃起不全治療薬
- イェドリク・アーニョシュ (1800–1898)、ハンガリー – イェドリクダイナモ
- アレック・ジェフリーズ (1950 - )、United Kingdom – DNA型鑑定（法医学）
- en:Charles Francis Jenkins (1867–1934)、アメリカ – テレビおよび映写機(Phantoscope)
- スティーブ・ジョブズ (1955–2011)、アメリカ – Apple Macintoshコンピュータ、iPod、iPhone、iPadなどのデバイス、ソフトウェアオペレーティングシステム、アプリケーション
- Amos Edward Joel Jr. (1918–2008) アメリカ – 電気技師。電気通信交換システムに関連するいくらかの貢献と70以上の特許
- カール・ヨハンソン (1864–1943)、スウェーデン – ブロックゲージ
- ヨハン・ヨハンソン (1853–1943)、スウェーデン – パイプレンチやモンキーレンチ
- en:Reynold B. Johnson (1906–1998)、アメリカ – ハードディスクドライブ
- en:Philipp von Jolly (1809–1884)、ドイツ – en:Jolly balance
- en:Scott A. Jones (1960 - )、アメリカ – ボイスメールの最も成功したものの1つや、ヒト支援のインターネット検索エンジンであるen:ChaCha Searchを作成
- en:Tom Parry Jones (1935–2013)、イギリス – 最初の電子呼気分析計
- en:Assen Jordanoff (1896–1967)、ブルガリア – エアバッグ
- en:Marc Jorgenson、カナダ、エンジニア・発明家・音楽家
- en:Anatol Josepho (1894–1980)、1925年に"Photomaton"と呼ばれる最初のコイン式写真ブースの特許を取得
- en:Marjorie Joyner (1896–1994)、アメリカ – パーマネントウェーブマシン
- ウィットコム・L・ジャドソン (1836–1909)、アメリカ – 線ファスナー
- en:Percy Lavon Julian (1899–1975)、アメリカ – 植物からの医薬品の化学合成
- 馬鈞 (fl. 220–265)、中国 – 指南車（差動装置参照）、機械式パペット演劇、竜骨車、絹織機の改良

### K
- ミハイル・カラシニコフ (1919–2013)、ロシア – AK-47およびAK-74アサルトライフル
- ロバート・カーン (1938 - )、ヴィントン・サーフ (1943 - )とともに、アメリカ – Internet Protocol (TCP/IP)
- ダウォン・カーン (1931–1992)、韓国、サイモン・ジィー (1936 -  2023)、Taiwan/アメリカとともに – 浮遊ゲートMOSFET
- ディーン・ケーメン (1951 - )、アメリカ – セグウェイHTスクーターやscooter and the IBOT Mobility Deviceの発明
- ヘイケ・カメルリング・オネス (1853–1926)、オランダ – 液体ヘリウム
- en:Nikolay Kamov (1902–1973)、ロシア – アーマードバトルオートジャイロ、Kaシリーズ二重反転式ローターヘリコプター
- ピョートル・カピッツァ (1894–1984)、ロシア – 最初の超強力磁場作成技術、基本的な低温物理学の発明
- en:Georgii Karpechenko (1899–1941)、ロシア – en:rabbage（初の異種交配により得られる非滅菌のハイブリッド）
- アル＝カーシー (c. 1380–1429)、ペルシア/イラン – 合のプレート、アナログ惑星計算機
- ユージン・カスペルスキー (1965 - )、ロシア – Kaspersky Anti-Virus、Kaspersky Internet Security、カスペルスキー Mobile Security anti-virus products
- アンドルー・ケイ (1919–2014)、アメリカ – デジタル電圧計
- en:Adolphe Kégresse (1879–1943)、フランス/ロシア – en:Kégresse track（初のハーフトラックかつ初の無限軌道付きオフロード車）、デュアルクラッチトランスミッション
- en:Carl D. Keith (1920–2008)、en:John J. Mooney (c. 1928–)とともに、アメリカ – 三元触媒コンバータ
- ムスチスラフ・ケルディシュ (1911–1978)、ラトビア/ロシア – スプートニク1号の共同開発者（コロリョフとTikhonravovとともに）
- ジョン・ハーヴェイ・ケロッグ (1852–1943)、コーンフレーク朝食
- ジョン・ジョージ・ケメニー (1926–1992)、トーマス・E・カーツ (1928 - )とともに、ハンガリー/アメリカ – BASIC（プログラミング言語）
- アレクサンドル・ケムルジャン (1921–2003)、ロシア – 最初の宇宙探査車（ルノホート計画）
- en:Mary Kenner (1912–2006)、アメリカ – 生理帯
- ウィリアム・サヴィル＝ケント (1845–1908)、イギリス/オーストラリア – 養殖真珠（御木本幸吉参照）
- en:Kerim Kerimov (1917–2003)、アゼルバイジャンとロシア – 有人宇宙飛行、スペースドック、宇宙ステーション
- チャールズ・ケタリング (1876–1958)、アメリカ – 自動車セルフスターター点火装置en:Freon、エチルガソリンなどを発明
- ファズラー・ラーマン・カーン (1929–1982)、バングラデシュ – 超高層建造物の構造システム
- ユーリ・ハリトン (1904–1996)、ロシア – ソ連の原子爆弾の主な設計者、ツァーリ・ボンバの共同開発者
- en:Anatoly Kharlampiyev (1906–1979)、ロシア – サンボ (格闘技)
- en:Al-Khazini (fl.1115–1130)、ペルシア/イラン – 水ばかり
- en:Konstantin Khrenov (1894–1984)、ロシア – 水中溶接
- en:Abu-Mahmud Khojandi (c. 940–1000)、ペルシア/ロシア – 天体六分儀
- フワーリズミー (Algoritmi) (c. 780–850)、ペルシア/ロシア – 現代代数学、en:mural instrument、horary quadrant、en:Sine quadrant、shadow square
- en:Marcel Kiepach (1894–1915)、クロアチア – ダイナモ、鉄や磁力の存在に関係なく北を示す海上コンパス
- en:Erhard Kietz (1909–1982)、ドイツ& アメリカ – ビデオ送信の信号改良[1]
- ジャック・キルビー (1923–2005)、アメリカ – 最初の集積回路の特許
- キンディー (Alkindus) (801–873)、イラク/イエメン –  9世紀にワインの蒸留を明確に記述、暗号解読、頻度分析 (暗号)
- en:Petrus Jacobus Kipp (1808–1864)、オランダ – キップの装置（化学）
- en:Steve Kirsch (1956 - )、アメリカ – 光学式マウス
- en:Fritz Klatte (1880–1934)、ドイツ – 塩化ビニル（ポリ塩化ビニルの元）
- イヴ・クライン (1928–1962)、フランス – インターナショナル・クライン・ブルー
- en:Margaret E. Knight (1838–1914)、アメリカ – 箱底の茶色の紙袋を完全に作ることができる機械
- Tom Knight (? – )、アメリカ – en:BioBrick（合成生物学）
- en:Ivan Knunyants (1906–1990)、アルメニア/ロシア – カプロン、ナイロン6、ポリアミド6
- ロベルト・コッホ (1843–1910)、ドイツ – 固体培地で細菌を培養する方法
- en:Willem Johan Kolff (1911–2009)、オランダ – 人工腎臓透析機
- ルドルフ・コンフナー (1909–1977)、アメリカ – 進行波管
- en:Konstantin Konstantinov (1817 or 1819–1871)、ロシア –  飛び道具、弾道ロケット振り子、発射台、ロケット製作機械
- セルゲイ・コロリョフ (1907–1966)、USSR – 最初に成功した大陸間弾道ミサイル (R-7セミョールカ)、R-7 rocket family、スプートニク、ボストーク計画
- ニコライ・コロトコフ (1874–1920)、ロシア帝国 – 血圧測定のための聴診技術
- en:Semyon Korsakov (1787–1853)、ロシア帝国 – 情報保存用パンチカード
- ミハイル・コーシュキン (1898–1940)、ロシア – T-34中戦車（第二次世界大戦で最も良く最も作られた戦車）[2]
- Ognjeslav Kostović (1851–1916)、セルビア/ロシア – arborite（高強度化合板、初期のプラスチック）
- グレープ・コテルニコフ (1872–1944)、ロシア – en:knapsack parachute、en:drogue parachute
- en:William Justin Kroll (1889–1973)、ルクセンブルク/アメリカ – クロール法
- en:Aleksey Krylov (1863–1945)、ロシア – 船のジャイロスコピック減衰振動
- en:Ivan Kulibin (1735–1818)、ロシア – 卵型の時計、ろうそくサーチライト、ねじ機構を用いたエレベーター、フライホイール、ブレーキ、ギヤボックス、軸受を特徴とする自動回転車(self-rolling carriage)、初期の腕木通信
- 沈括 (1031–1095)、中国 – 改良したグノモン、天球儀、水時計、sighting tube
- イーゴリ・クルチャトフ (1903–1960)、ロシア – 最初の原子力発電所、最初の潜水艦や水上艦に対する原子炉
- en:Thomas E. Kurtz (1928 - )、ジョン・ジョージ・ケメニー (1926–1992)とともに、アメリカ/ハンガリー – BASIC（プログラミング言語）
- レイ・カーツワイル (1948 - )、光学文字認識; フラットベッドスキャナ
- 久夛良木健 (1950 - )、日本 – en:PlayStation
- ステファニー・クオレク (1923–2014)、アメリカ – ケブラー
- en:John Howard Kyan (1774–1850)、アイルランド – 木材保存に使われるen:Kyanizationのプロセス

### L
- en:Dmitry Lachinov (1842–1902)、ロシア – 水銀ポンプ、電力消費量の節炭器、絶縁体テスター、光学動力計、光度計、電気分解装置
- ルネ・ラエンネック (1781–1826)、フランス – 聴診器
- en:Georges Lakhovsky (1869–1942)、ロシア/アメリカ – en:Multiple Wave Oscillator
- ヘディ・ラマー (1913–2000)、オーストリア、アメリカ – 拡散スペクトルラジオ
- エドウィン・ハーバート・ランド (1909–1991)、アメリカ – ポラロイド偏光フィルタ、en:Land Camera
- サミュエル・ラングレー (1834–1906)、アメリカ – ボロメータ
- en:Alexander Nikolayevich Lodygin (1847–1923)、ロシア – 白熱電球
- アーヴィング・ラングミュア (1851–1957)、アメリカ – ガス封入白熱電球、水素溶接
- en:Norm Larsen (1923–1970)、アメリカ – WD-40
- en:Lewis Latimer (1848–1928)、アメリカ – 改良カーボンフィラメント電球
- グスタフ・ド・ラバル (1845–1913)、スウェーデン – 牛乳分離機、搾乳機
- en:Semyon Lavochkin (1900–1960)、ロシア – Laシリーズの航空機、最初の運用地対空ミサイルen:S-25 Berkut
- en:John Bennet Lawes (1814–1900)、イギリス – リン酸二水素カルシウム、化学肥料
- アーネスト・ローレンス (1901–1958)、アメリカ – サイクロトロン
- en:Nikolai Lebedenko、ロシア – ツァーリ・タンク、歴史上最大の装甲車両
- Sergei Lebedev (1874–1934)、ロシア – 商業的に可能な合成ゴム
- William Lee (1563–1614)、イギリス – ストッキングフレーム編機
- en:Edward Leedskalnin (1887–1951)、アメリカ – コーラル・キャッスル建設時に巨大なコーラルブロックを片手で持ち上げるために使われた建築技術
- アントニ・ファン・レーウェンフック (1632–1723)、オランダ – 顕微鏡の開発
- en:Jerome H. Lemelson (1923–1997)、アメリカ – 自動倉庫、産業用ロボット、コードレス電話、ファックス機、ビデオカセットレコーダー、カムコーダ、ソニーのウォークマンテーププレーヤーに使われた磁気テープドライブなどの技術革新を可能にした特許発明
- ジャン＝ジョゼフ・エティエンヌ・ルノアール (1822–1900)、ベルギー – 内燃機関、モーターボート
- en:Giacomo da Lentini (13世紀)、イタリア – ソネット
- en:R. G. LeTourneau (1888–1969)、アメリカ – 電動車輪、electric wheel、モータースクレーパー、可動油井掘削プラットフォーム、ブルドーザー、スクレーパー用ケーブル制御ユニット
- ラスマス・ラードフ (1968 - )、グリーンランド/カナダ – PHP (プログラミング言語)
- ウィラード・リビー (1908–1980)、アメリカ – 放射性炭素年代測定
- ユストゥス・フォン・リービッヒ (1803–1873)、ドイツ – 窒素ベースの肥料
- en:Hon Lik (1951 - )、中国. 電子たばこ
- オットー・リリエンタール (1848–1896)、ドイツ – ハンググライダー
- 林語堂 (1895–1976)、中国/アメリカ – 中国語タイプライター
- チャールズ・リンドバーグ (1902–1974)、アメリカ – 臓器灌流ポンプ
- フラン・リンドクヴィスト (1862–1931)、スウェーデン – 圧縮空気によるケロシン・ストーブ
- カール・リンネ (1707–1778)、スウェーデン – 生物の正式な二名法、リンネの花時計（英語版）
- ハンス・リッペルハイ (1570–1619)、オランダ – 望遠鏡を初めて作成
- ガブリエル・リップマン (1845–1921)、フランス – en:Lippmann plate、en:Integral imaging、en:Lippmann electrometer
- Lisitsyn兄弟、Ivan Fyodorovich and Nazar Fyodorovich、ロシア – サモワール（最初に記録された作成者）
- en:William Howard Livens (1889–1964)、イギリス – 化学戦争 – リーベンス投射器
- en:Eduard Locher (1840–1910)、スイス – Locher rack railway system
- en:Alexander Lodygin (1847–1923)、ロシア – 電気フィラメント、タングステンフィラメントの白熱電球
- ミハイル・ロモノーソフ (1711–1765)、ロシア – 夜光望遠鏡、軸はずれ反射望遠鏡、二重反転式ローター、スマルトの再発明
- en:Yury Lomonosov (1876–1952)、ロシア/アメリカ – 最初の成功した幹線ディーゼル機関車
- en:Aleksandr Loran (1849 – after 1911)、ロシア – 消化泡、泡消火器
- オレク・ロシェフ (1903–1942)、ロシア – 発光ダイオード、鉱石ラジオ
- アントワーヌ・ルイ (1723–1792)、フランス – ギロチン
- アーチボルド・ロウ (1882–1956)、イギリス – 電波誘導システムの先駆者
- Ed Lowe (1920–1995)、アメリカ – 猫砂
- en:Gleb Lozino-Lozinskiy (1909–2001)、ロシア – ブラン (オービタ)、MiG-105 (航空機)
- イグナツィ・ウカシェヴィチ (1822–1882)、ポーランド – ケロシンランプ
- リュミエール兄弟 (1862–1954 and 1864–1948、resp.)、フランス – シネマトグラフ
- 蔡倫 (50–121 AD)、中国 – 紙
- en:Giovanni Luppis or Ivan Vukić (1813–1875)、オーストリア帝国 (ethnical Croatian、from Rijeka) – 自己推進魚雷
- Richard F. Lyon (1952 - )、アメリカ – 光学式マウス
- アルヒープ・リューリカ (1908–1984)、ロシア – 初のダブルジェットターボファンエンジン、en:Lyulkaほかのソ連航空用エンジン

### M
- チャールズ・マッキントッシュ (1766–1843)、スコットランド – 防水の レインコート、救命胴衣
- セオドア・メイマン (1927–2007)、アメリカ – レーザー、en:Gordon Gould参照
- en:Ahmed Majan (1963 - )、UAE – 器具を取り付けた競走馬の鞍など
- Aleksandr Makarov (?–)、ロシア/ドイツ – en:Orbitrap質量分析器
- ステパン・マカロフ (1849–1904)、ロシア – 流氷に乗り粉砕できる最初の真の砕氷船であるイェルマーク
- en:Victor Makeev (1924–1985)、ロシア – 初の潜水艦発射弾道ミサイル
- ネストル・マフノ (1888–1934)、ウクライナ/ロシア – タチャンカ
- en:Dmitri Dmitrievich Maksutov (1896–1964)、ロシア – マクストフ望遠鏡
- en:Annie Malone (1869–1957)、アメリカ – アフリカ系アメリカ人女性の化粧品
- en:Sergey Malyutin (1859–1937)、ロシア – 最初のマトリョーシカ人形のデザイン（en:Vasily Zvyozdochkinとともに)
- マアムーン (786–833)、イラク – 歌う鳥のオートマタ、地球儀
- ボリス・マミリン (1919–2007)、ロシア – リフレクトロン（イオンミラー）
- en:George William Manby (1765–1854)、イギリス – 消火器
- en:Joy Mangano (1956 - )、アメリカ – 家電機器
- en:Charles Mantoux (1877–1947)、フランス – マントー試験（結核）(tuberculosis)
- グリエルモ・マルコーニ (1874–1937)、イタリア – 無線電信
- en:Gheorghe Marinescu (1863–1938)、ルーマニア – ブカレストの神経科のクリニックにおける世界初の科学映画(1898–1901)
- en:Sylvester Marsh (1803–1884)、アメリカ – Marsh rack railway system
- 松下幸之助 (1894–1989)、日本 – バッテリー駆動の自転車ライト
- en:Taqi al-Din Muhammad ibn Ma'ruf (1526–1585)、シリア/エジプト/トルコ – 蒸気タービン、6シリンダー'Monobloc'吸引ポンプ、組み立ての六分儀
- en:John Landis Mason (1826–1902)、アメリカ – メイソンジャー
- 舛岡富士雄 (1943 - )、日本 – フラッシュメモリ
- ジョン・モークリー (1907–1980)、アメリカ – ENIAC – 最初の汎用プログラム可能なディジタルコンピュータ
- ヘンリー・モーズリー (1771–1831)、イギリス – ねじ切旋盤、台付マイクロメータ
- ハイラム・マキシム (1840–1916)、アメリカ/イギリス – 最初の全自動機関銃
- ジェームズ・クラーク・マクスウェル (1831–1879) とThomas Sutton,、スコットランド – カラー写真
- en:Stanley Mazor (1941 - )、アメリカ – マイクロプロセッサ
- en:John Loudon McAdam (1756–1836)、スコットランド – "macadam"路面の改良
- en:Elijah McCoy (1843–1929)、カナダ – 置換式給油器
- Nicholas McKay Sr. (1920–2014)、アメリカ – コロコロ
- en:James McLurkin (1972 - )、アメリカ – en:Ant robotics（ロボティクス）
- イリヤ・メチニコフ (1845–1916)、ロシア – プロバイオティクス
- en:Hippolyte Mège-Mouriès (1817–1880)、フランス – マーガリン
- en:Mordecai Meirowitz (1925ごろ - )、ルーマニア/イスラエル – マスターマインド
- ドミトリ・メンデレーエフ (1834–1907)、ロシア – 周期表、比重計、en:pyrocollodion
- ジョルジュ・デ・メストラル (1907–1990)、スイス – en:Velcro
- ロバート・メトカーフ (1946 - )、アメリカ – イーサネット
- アントニオ・メウッチ (1808–1889)、イタリア/アメリカ – さまざまな初期の電話、湿度計、milk test
- Édouard Michelin (1859–1940)、フランス – 空気タイヤ
- en:Anthony Michell (1870–1959)、オーストラリア – 傾斜パッドスラスト軸受、クランク無機関
- アルテム・ミコヤン (1905–1970)、アルメニア/ロシア – 世界で多く生産されたジェット機MiG-15と超音速機MiG-21などMiGシリーズの戦闘機（ミハイル・グレーヴィチとともに）
- en:Alexander Mikulin (1895–1985)、ロシア – ミクーリン AM-34や他のソ連の航空用エンジン、ツァーリタンクの共同開発者
- ミハイル・ミーリ (1909–1970)、ロシア – Mil Mi-8（世界で多く生産されたヘリコプター）やMil Mi-12（世界で最も大きいヘリコプター）などMiシリーズのヘリコプター
- デイヴィッド・L・ミルズ (1938 - 2024)、アメリカ – en:Fuzzball router、Network Time Protocol
- マービン・ミンスキー (1927–2016)、アメリカ – 共焦点顕微鏡
- 三島徳七 (1893–1975)、日本 – MK鋼
- en:Pavel Molchanov (1893–1941)、ロシア – ラジオゾンデ
- en:Jules Montenier (1895–1962)、アメリカ – 発汗抑制剤デオドラント
- モンゴルフィエ兄弟 (1740–1810) and (1745–1799)、フランス – 熱気球
- ジョン・ジョセフ・モンゴメリー (1858–1911)、アメリカ – 空気より重いグライダー
- ナルシス・ムントリオル (1819–1885)、スペイン – 蒸気駆動の潜水艦
- ロバート・モーグ (1934–2005)、アメリカ – モーグ・シンセサイザー
- en:John J. Mooney (1929 - )、（en:Carl D. Keith (1920–2008)とともに）、アメリカ – 三元触媒コンバータ
- en:Roland Moreno (1945–2012)、フランス – スマートカードの発明者
- en:Samuel Morey (1762–1843)、アメリカ – 内燃機関エンジン
- ギャレット・モーガン (1877–1963)、アメリカ – スモークフードの発明者
- アレクサンドル・モロゾフ (1904–1979)、ロシア – T-54/55（歴史上最も生産された戦車）、T-34の共同開発者
- en:Walter Frederick Morrison (1920–2010)、アメリカ – フライングディスク
- en:William Morrison (dentist) (1860–1926)、アメリカ – 綿菓子マシン
- サミュエル・モールス (1791–1872)、アメリカ – 初期のモールス符号、Morse Code controversy参照
- セルゲイ・イワノビッチ・モシン (1849–1902)、ロシア – モシン・ナガン小銃
- Motorin一家、Ivan Feodorovich (1660s–1735) と息子のMikhail Ivanovich (?–1750)、ロシア – ツァーリ・コロコル
- ヴェラ・ムーヒナ (1889–1953)、ロシア – en:welded sculpture
- キャリー・マリス (1944 - 2019)、アメリカ – ポリメラーゼ連鎖反応(PCR)
- en:Fe del Mundo (1911–2011)、フィリピン – 電力なしで農村地域で用いるために竹で作られた医療インキュベーター
- コリン・アルバート・マードック (1929–2008)、ニュージーランド – 麻酔銃、使い捨て皮下注射器
- ウィリアム・マードック (1754–1839)、スコットランド – ガス灯
- en:Jozef Murgas (1864–1929)、スロバキア – 無線電信の発明者（無線の先駆者）
- en:Evgeny Murzin (1914–1970)、ロシア – ANSシンセサイザ
- en:Banū Mūsā兄弟、Muhammad (c. 800–873)、Ahmad (803–873)、Al-Hasan (810–873)、イラク – メカニカルトリック装置、ハリケーンランプ、自給ランプ、ガスマスク、クラムシェルグラブ、フェイルセーフシステム、機械的な楽器、自動フルート奏者、プログラム可能機械
- イーロン・マスク (1971 - )
- ピーテル・ファン・ミュッセンブルーク (1692–1761)、オランダ – ライデン瓶、パイロメーター
- en:Walton Musser (1909–1998)、アメリカ – ハーモニックドライブ歯車
- エドワード・マイブリッジ (1830–1904)、イギリス – 映画

### N
- en:Georgi Nadjakov (1896–1981)、ブルガリア – 光エレクトレット
- en:Alexander Nadiradze (1914–1987)、ジョージア/ロシア – 最初のモバイルICBM (en:RT-21 Temp 2S)、最初の信頼性のあるモバイルICBM(RT-2PM トーポリ)
- 長井長義 (1844–1929)、日本 – メタンフェタミン
- en:James Naismith (1861–1939)、カナダ生まれ、アメリカ – バスケットボールとアメリカンフットボールのヘルメットを発明
- 中松義郎 (1928 - )、日本 – "PyonPyon" スプリングシューズ、デジタル時計、シネマスコープ、肘掛け椅子"Cerebrex"、ソースポンプ、タクシーメーター
- 中村修二 (1954 - )、日本 – 青色レーザー
- ジョン・ネイピア (1550–1617)、スコットランド – 対数
- en:Andrey Nartov (1683–1756)、ロシア – 機械的なバイトを支持するcarriageとひとつながりの歯車を備えた最初の旋盤、回転ディスク上の高速発射砲台、砲撃角度を変えるためのねじ機構、大砲を造るためのゲージ-ボーリング旋盤、初期の眼鏡照準具
- ジェームス・ナスミス (1808–1890)、スコットランド – 蒸気ハンマー
- ジュリオ・ナッタ (1903–1979)、カール・ツィーグラー(1898–1973)とともに、イタリア/ドイツ – チーグラー・ナッタ触媒
- en:William Neade (fl.1624–1637)、イングランド – 大弓と槍を組み合わせた武器
- ネブカドネザル2世 (紀元前634 – 紀元前562)、イラク (メソポタミア) – ねじ、ねじポンプ
- エルヴィン・ネーアー (1944 - )、ベルト・ザクマン (1942–)とともに、ドイツ – パッチクランプ法
- テッド・ネルソン (1937 - )、アメリカ – ハイパーテキスト、ハイパーメディア
- en:Sergey Nepobedimiy (1921–2014)、ロシア – 最初の超音速対戦車誘導ミサイル Sturm、その他のソ連のロケット兵器
- en:Karl Nessler (1872–1951)、ドイツ/アメリカ – パーマネントウエーブマシン、人工まゆげ
- en:Bernard de Neumann (1943 - )、イギリス – 超並列自己構成マルチプロセッサ
- ジョン・フォン・ノイマン (1903–1957)、ハンガリー – フォンノイマンコンピュータアーキテクチャ
- アイザック・ニュートン (1642–1727)、イギリス – 反射望遠鏡（色収差を減らした）
- en:Miguel Nicolelis (1961 - )、ブラジル – ブレイン・マシン・インターフェース
- ニセフォール・ニエプス (1765–1833)、フランス – 写真
- en:Nikolai Nikitin (1907–1973)、Russia – ワイヤロープ構造のプレストレスト・コンクリート（オスタンキノ・タワー）、Nikitin-Travush 4000計画（X-Seed 4000の前身）
- パウル・ニプコウ (1860–1940)、ドイツ – ニプコー円板
- 西澤潤一 (1926 - 2018)、日本 – 光通信システム、静電誘導サイリスタ、レーザーダイオード、PINダイオード
- アルフレッド・ノーベル (1833–1896)、スウェーデン – ダイナマイト
- en:Ludvig Nobel (1831–1888)、スウェーデン/ロシア – 最初の成功した石油タンカー
- エミー・ネーター (1882–1935)、ドイツ、抽象代数学や理論物理学への草分け的貢献 ネーターの定理
- en:Jean-Antoine Nollet (1700–1770)、フランス – 検電器
- en:Wilhelm Normann (1870–1939)、ドイツ – 脂肪の水素付加
- カール・ニーベリ (1858–1939)、スウェーデン – ブロートーチ

### O
- en:Aaron D. O'Connell (1981 - )、アメリカ – 最初の量子マシン
- en:Joseph John O'Connell (1861–1959)、アメリカ – 電話法や電気工学に関連する多くの発明
- ヴィルゴット・オドネル (1845–1903)、スウェーデン/ロシア – オドネル機械式計算機
- en:Paul Offit (1951 - )、アメリカ、Fred Clarkとen:Stanley Plotkinとともに、五価ロタウイルスワクチンを発明
- ヤルッコ・オイカリネン (1967 - )、フィンランド – Internet Relay Chat (IRC)
- 岡本勝彦 (?–)、日本 – オカモトキューブ = ルービックキューブの変形
- ランサム・E・オールズ (1864–1950)、United States – ライン生産方式
- en:Lucien Olivier (1838–1883)、ベルギーもしくはフランス/ロシア – オリヴィエ・サラダ
- ジェラード・K・オニール (1927–1992)、アメリカ – ストレージリング（物理学）
- ロバート・オッペンハイマー (1904–1967)、United States – 原子爆弾
- ハンス・クリスティアン・エルステッド (1777–1851)、デンマーク – 電磁気学、アルミニウム
- エリシャ・オーチス (1811–1861)、アメリカ – エレベーターの安全システム
- ウィリアム・オートレッド (1575–1660)、イギリス – 計算尺

### P
- en:Arogyaswami Paulraj (1944 - )、インド/アメリカ – MIMO
- アントニオ・パチノッティ (1841–1912)、イタリア – Pacinottiダイナモ
- ラリー・ペイジ (1973 - )、アメリカ – セルゲイ・ブリンとともにGoogle 検索エンジンを発明
- William Painter (1838–1906)、イギリス/アメリカ – 王冠 (栓)、栓抜き
- en:Salvatore Pais (1967 - )、Romania/アメリカ – 小惑星を地球から逸らすとめの電磁場発生器、慣性質量減少装置、室温超伝導体、重力波発生器、コンパクト核融合炉
- アレクセイ・パジトノフ (1956 - )、ロシア/アメリカ – テトリス
- en:Julio Palmaz (1945 - )、アルゼンチン – バルーン拡張式ステント
- en:Helge Palmcrantz (1842–1880)、スウェーデン – マルチバレル式、レバー作動の機関銃
- en:Daniel David Palmer (1845–1913)、カナダ – カイロプラクティック
- en:Luigi Palmieri (1807–1896)、イタリア – 地震計
- en:Frank Pantridge (1916–2004)、アイルランド – ポータブル除細動器
- ゲオルギオス・パパニコロウ (1883–1962)、ギリシャ/アメリカ – パパニコロウ染色、パップテスト = パップスメア
- en:Philip M. Parker (1960 - )、アメリカ – コンピュータで自動化された図書作成
- Thomas Parker (1843–1915)、England – 電気自動車
- en:Alexander Parkes (1831–1890)、イギリス – セルロイド
- en:Forrest Parry (1921–2005)、アメリカ – 磁気ストライプカード
- チャールズ・アルジャーノン・パーソンズ (1854–1931)、イギリス – 蒸気タービン
- en:Spede Pasanen (1930–2001)、フィンランド – en:ski jumping sling、en:boat ski
- ブレーズ・パスカル (1623–1662)、フランス – パスカルの計算機
- en:Gustaf Erik Pasch (1788–1862)。スウェーデン – 安全マッチ
- en:Dimitar Paskov (1914–1986)、ブルガリア – ガランタミン
- en:C. Kumar N. Patel (1938 - )、インド/アメリカ – 炭酸ガスレーザー
- レス・ポール (1915–2009)、アメリカ – マルチトラック・レコーダー
- en:Andreas Pavel (1945 - )、ブラジル – オーディオ装置
- イワン・パブロフ (1849–1936)、ロシア – 古典的条件づけ
- en:Floyd Paxton (1918–1975)、アメリカ – バッグ・クロージャー
- ジョン・ペンバートン (1831–1888)、アメリカ – コカ・コーラ
- en:Slavoljub Eduard Penkala (1871–1922)、クロアチア – シャープペンシル
- ウィリアム・パーキン (1838–1907)、イギリス – 最初の合成有機化学染料モーブ
- en:Henry Perky (1843–1906)、アメリカ – en:shredded wheat
- アルフレッド・ペロー (1863–1925)、シャルル・ファブリ (1867–1945)とともに、フランス – ファブリ・ペロー干渉計（物理）
- Stephen Perry、イギリス (fl. 19th century) – 輪ゴム
- en:Aurel Persu (1890–1977)、ルーマニア – 最初の空気力学の車、ボディの下にホイールが付けられたアルミニウムのボディ、1922
- en:Vladimir Petlyakov (1891–1942)、ロシア – 重爆撃機
- ユリウス・リヒャルト・ペトリ (1852–1921)、ドイツ – ペトリ皿
- en:Peter Petroff (1919–2004)、ブルガリア – ディジタル腕時計、心臓モニター、天候計器
- en:Fritz Pfleumer (1881–1945)、ドイツ – 磁気テープ
- オーギュスト・ピカール (1884–1962)、スイス – バチスカーフ
- en:Gregory Goodwin Pincus (1903–1967)、en:Min Chueh Chang (1908–1991)とともに、アメリカ/China – 経口避妊薬
- ニコライ・ピロゴフ (1810–1881)、ロシア – 麻酔としてのエーテルの早期使用、野外の手術での最初の麻酔、多くの種類の外科手術
- en:Fyodor Pirotsky (1845–1898)、ロシア – 電気路面電車
- en:Arthur Pitney (1871–1933)、アメリカ – en:postage meter
- ヒポライト・ピクシー (1808–1835)、フランス – ピクシーダイナモ
- ジョゼフ・プラトー (1801–1883)、ベルギー – フェナキストスコープ（ストロボスコープ）
- Baltzar von Platen (1898–1984)、スウェーデン – 吸収式冷凍機
- en:James Leonard Plimpton (1828–1911)、アメリカ – ローラースケート
- en:Ivan Plotnikov (1902–1995)、ロシア – kirza leather
- ロイ・プランケット (1910–1994)、United States – テフロン
- en:Petrache Poenaru (1799–1875)、ルーマニア – 万年筆
- クリストフェル・プールヘム (1661–1751)、スウェーデン – 南京錠
- ニコライ・ポリカールポフ (1892–1944)、ロシア – Po-2 Kukuruznik（世界で最も生産された複葉機）含むPoシリーズの航空機
- en:Eugene Polley (1915–2012)、アメリカ – ワイヤレスリモコン（ロバート・アドラーとともに）
- en:Ivan Polzunov (1728–1766)、ロシア – 最初の2気筒蒸気機関
- en:Mikhail Pomortsev (1851–1916)、ロシア  – 測雲器
- en:Olivia Poole (1889–1975)、アメリカ – the Jolly Jumper baby harness
- アレクサンドル・ポポフ (1859–1906)、ロシア – 無線通信の先駆者。雷検知器として機能する無線受信機を作成。
- en:Nikolay Popov (1931–2008)、ロシア – 最初の完全なガスタービン主力戦車(T-80)
- en:Josef Popper  (1838–1921)、オーストリア - 電気による動力の伝送を発見
- en:Aleksandr Porokhovschikov (1892–1941)、ロシア – ヴェズジェホート（最初のプロトタイプの戦車、豆戦車で、最初のキャタピラ水陸両用ATV）
- en:Ignazio Porro (1801–1875)、イタリア – en:Porro prism、en:strip camera
- ヴォルデマール・ポールセン (1869–1942)、デンマーク – 鋼線式磁気録音機、アーク変換器
- ジョゼフ・プリーストリー (1733–1804)、イギリス – 炭酸水
- アレクサンダー・セヴァスキー (1894–1974)、ロシア/アメリカ – 最初のジャイロスコープにより安定させた爆撃装置、イオンクラフト、空中給油の開発
- アレクサンドル・プロホロフ (1916–2002)、ロシア – レーザーとメーザーの共同発明者
- en:Petro Prokopovych (1775–1850)、ロシア帝国 – 初期のハチの巣枠、隔王板、他の養蜂に関する新たなもの
- セルゲイ・プロクジン＝ゴルス (1863–1944)、ロシア/フランス – 3つのカラーチャネルに基づく初期のカラー写真方法、カラーフィルムスライドとカラー映画
- en:Mark Publicover (1958 - )、アメリカ – 最初の手に入れやすいトランポリンsafety net enclosure
- ジョージ・プルマン (1831–1897)、アメリカ – プルマン寝台車
- ミカエル・ピューピン (1858–1935)、セルビア – 装荷コイル、同調発振器
- en:Tivadar Puskás (1844–1893)、ハンガリー – 電話交換機

### Q
- en:Calvin Quate (1923 - )、ゲルト・ビーニッヒ (1947 - )とen:Christoph Gerber (?–)とともに、アメリカ/ドイツ/スイス – 原子間力顕微鏡
- アドルフ・ケトレー (1796–1874)、フランス/ベルギー – ボディマス指数

### R
- en:Jacob Rabinow (1910–1999)、アメリカ – 磁性粒子クラッチ、多くの蓄音機関連の特許
- en:John Goffe Rand (1801–1873)、アメリカ – チューブ (容器)
- en:Robert Ransome (1753–1830)、イングランド – 鋤の改良
- アル・ラーズィー（ラーゼス）(865–965)、ペルシア/イラン – 蒸留と抽出の方法、硫酸と塩酸、石鹸ケロシン、ケロシンランプ、化学療法、水酸化ナトリウム
- en:Alec Reeves (1902–1971)、イギリス – パルス符号変調
- カール・フォン・ライヘンバッハ (1788–1869)、ドイツ – パラフィン、クレオソート油、フェノール
- タデウシュ・ライヒスタイン (1897–1996)、ポーランド/スイス – ライヒシュタイン法（工業的ビタミンC合成）
- アイラ・レムセン (1846–1927)、アメリカ – サッカリン
- en:Ralf Reski (1958 - )、ドイツ – en:Moss bioreactor 1998
- ヨーゼフ・レッセル (1793–1857)、チェコスロバキア – 船用プロペラ
- William Reynolds (1758–1803)、イングランド – 運河斜面
- 李升基 (1905–1996)、北朝鮮 – ビニロン
- チャールズ・リヒター (1900–1985)、アメリカ – リヒター・マグニチュード
- アドルフ・リッケンバッカー (1886–1976)、スイス – エレクトリック・ギター
- ハイマン・G・リッコーヴァー (1900–1986)、アメリカ – 原子力潜水艦
- en:Niklaus Riggenbach (1817–1899)、スイス – Riggenbach rack railway system、反圧ブレーキ (空気)
- デニス・リッチー (1941–2011)、アメリカ – C言語
- ジル・ド・ロベルヴァル (1602–1675)、フランス – ロベルヴァルの秤
- ジョン・ローバック (1718–1794) イギリス – 硫酸合成の鉛室法
- フランシス・ロガロ (1912–2009)、アメリカ – ロガロ翼
- ハインリッヒ・ローラー (1933–2013)、ゲルト・ビーニッヒ (1947–)とともに、スイス/ドイツ – 走査型トンネル顕微鏡
- ピョートル1世（ピョートル・アレクセーエヴィチ・ロマノフ）、ツァーリとロシア皇帝(1672–1725)、ロシア – 十進貨幣、ヨットクラブ、分離したおもりをつけた測鉛線(sounding weight probe)
- ヴィルヘルム・レントゲン (1845–1923)、ドイツ – X線撮影機
- en:Ida Rosenthal (1886–1973)、ベラルーシ/ロシア/アメリカ – ブラジャー(en:Maidenform)、カップサイズの標準、マタニティブラ、完全な形のブラジャー、the first seamed uplift bra（すべて夫のウィリアムとともに）
- en:Sidney Rosenthal (1907–1979)、アメリカ – マジックマーカー
- en:Eugene Roshal (1972 - )、ロシア – FAR Manager、RARファイルフォーマット、WinRAR en:file archiver
- ボリス・ロージング (1869–1933)、ロシア – CRTテレビ（受信側で陰極線管を用いる最初のテレビシステム）
- グイド・ヴァンロッサム (1956 - )、オランダ – Python
- en:Jean-François Pilâtre de Rozier (1754–1785)、フランス – ロジェ気球
- ルビク・エルネー (1944 - )、ハンガリー – ルービックキューブ、ルービックマジック、ルービッククロック
- エルンスト・ルスカ (1906–1988)、ドイツ – 電子顕微鏡

### S
- アルバート・サビン (1906–1993)、アメリカ – 経口ポリオワクチン
- en:Alexander Sablukov (1783–1857)、ロシア – 遠心送風機
- セレフェディン・サボンジュール (1385–1468)、トルコ – 図解の外科学的アトラス
- Gilles Saint-Hilaire (1948 - )、カナダ – en:Quasiturbine、en:Qurbine
- アンドレイ・サハロフ (1921–1989)、ロシア – 磁気濃縮型爆薬発電機の発明、ツァーリ・ボンバとトカマクを共同開発
- ジョナス・ソーク (1914–1995)、アメリカ – 注射のポリオワクチン
- Robert Salmon (1763–1821)、イングランド – 農業機械
- en:Franz San Galli (1824–1908)、ポーランド/ロシア (イタリア人とドイツ人にルーツを持つ） – ラジエーター、セントラルヒーティング
- フレデリック・サンガー (1918–2013)、アメリカ – サンガー配列 （= DNA配列）
- ラリー・サンガー (1968 - )、ジミー・ウェールズとともに、アメリカ – ウィキペディア
- 山海嘉之 (1957ごろ - )、日本 – 運動支援のためのロボット外骨格（医学）
- アルベルト・サントス＝デュモン (1873–1932)、ブラジル – 軟式飛行船と航空機
- en:Arthur William Savage (1857–1938) – ラジアルタイヤ、弾倉、 en:Savage Model 99 en:lever action rifle
- トーマス・セイヴァリ (1650–1715)、イギリス – 蒸気機関
- アドルフ・サックス (1814–1894)、ベルギー – サクソフォーン
- Vincent Joseph Schaefer (1906–1993)、アメリカ – ドライアイスによる人工降雨
- en:Bela Schick (1877–1967)、ハンガリー – diphtheria test
- ヴィルヘルム・シッカート (1592–1635)、ドイツ – 機械式計算機
- en:Hugo Schiff (1834–1915)、ドイツ – en:Schiff test（組織学）
- en:Pavel Schilling (1786–1837)、エストニア/ロシア – 最初の電磁的テレグラフ、電気ヒューズ付きの地雷
- en:Gilmore Schjeldahl (1912–2002)、アメリカ – シックネスバッグ
- en:Hubert Schlafly (1919–2011)、アメリカ – プロンプター = Autocue
- ヴィルヘルム・シュレンク (1879–1943)、ドイツ – シュレンク管（化学）
- ベルンハルト・シュミット (1879–1935)、エストニア/ドイツ – シュミットカメラ
- en:Friedrich Schmiedl (1902–1994)、オーストリア – ロケットメール
- en:Otto Schmitt (1913–1998)、アメリカ – シュミットトリガ（電子工学）
- en:Christian Schnabel (1878–1936)、ドイツ – 単純化した食品カトラリー
- ケイス・スホウハメル・イミンク (1946 - )、オランダ – コンパクトディスクの発展に対する主要な貢献者
- en:August Schrader (1807–1894)、アメリカ – 空気の入ったタイヤのSchraderバルブ
- ダーフィット・シュヴァルツ (1852–1897)、クロアチア – 硬式飛行船、後にツェッペリンと呼ばれる
- en:Raymond Scott (1908–1994)、アメリカ – 電子音楽技術の発明者および開発者
- en:Girolamo Segato (1792–1836)、イタリア – ヒトの死体の人工石化
- マルク・スガン (1786–1875)、フランス – ワイヤケーブル吊り橋
- 華岡青洲 (1760–1835)、日本 – 全身麻酔薬
- 世宗 (1397 - 1450)、朝鮮 – ハングル
- en:Ted Selker (inv. 1987)、アメリカ – ポインティング・スティック
- センナケリブ (705–681 BC)、イラク（メソポタミア） – ねじポンプ
- en:Léon Serpollet (1858–1907)、フランス – Flash boiler、Gardner-Serpollet steam car
- en:Iwan Serrurier (1878–1953)、オランダ/アメリカ – 映像編集のムヴィオラの発明者
- en:Mark Serrurier (1904–1988)、アメリカ – 光学望遠鏡のセルリエトラス
- en:Gerhard Sessler (1931 - )、ドイツ – フォイルエレクトレットマイクロフォン、シリコンマイクロフォン
- en:Guy Severin (1926–2008)、ロシア – 船外活動支援システム
- en:Ed Seymour (inv. c. 1949)、アメリカ – エアロゾルペイント
- en:Leonty Shamshurenkov (1687–1758)、ロシア – 最初の自走車（自転車と自動車の元）、最初のオドメーターと自走そりの計画
- イブン・シャーティル (1304–1375)、シリア – 方位磁針をどこでも使える日時計と組み合わせた"jewel box"装置
- 畢昇 (c. 990–1051)、中国 – 粘土活字印刷
- 紫式部 (c. 973–1025)、日本 – 心理小説
- en:Pyotr Shilovsky (1871–1957)、ロシア/U.K. – en:gyrocar
- 嶋正利 (1943 - )、日本 – マイクロプロセッサ
- en:Fathullah Shirazi (c. 1582)、ムガル帝国 – 初期のボレーガン
- en:Joseph Shivers (1920–2014)、アメリカ – スパンデックス
- ウィリアム・ショックレー (1910–1989)、アメリカ – トランジスタの共同発明者
- ヘンリー・シュラプネル (1761–1842)、イギリス – シュラプネル弾
- ウラジーミル・シューホフ (1853–1939)、ロシア – 熱クラッキング（シューホフクラッキングプロセス）、シェル構造、張力構造、双曲面構造、en:gridshell、オイルパイプライン、シリンダー貯油施設
- シェイク・ムザファ・シュコア (1972 - )、マレーシア – 宇宙空間での細胞増殖、宇宙でのタンパク質と微生物の結晶化
- en:Augustus Siebe (1788–1872)、ドイツ/イギリス – 標準潜水衣の発明者
- Sir William Siemens (1823–1883)、ドイツ – 蓄熱炉
- ヴェルナー・フォン・ジーメンス (1816–1892)、ドイツ – 電気エレベーター、エレクトロモト（= 最初のトロリーバス）、初期のダイナモ
- en:Al-Sijzi (945ごろ – 1020)、ペルシア/イラン – 太陽中心のアストロラーベ
- イーゴリ・シコールスキイ (1889–1972)、ロシア/アメリカ – 最初の4エンジン固定翼航空機(en:Russky Vityaz)、最初の旅客機および目的設計爆撃機(イリヤー・ムーロメツ)、ヘリコプター、シコルスキーシリーズのヘリコプター
- バーナード・シルバー (1924–1963)、ノーマン・ジョセフ・ウッドランド (1921–2012)とともに、アメリカ – バーコード
- en:Kia Silverbrook (1958 - )、オーストラリア – en:Memjet printer、特許取得数の多い人物の1人
- Vladimir Simonov (1935 - )、ロシア – APS水中銃、SPP-1水中拳銃
- チャールズ・シモニー (1948 - )、ハンガリー – ハンガリアン記法
- イブン・シーナー（アヴィセンナ） (980–1037)、ペルシア/イラン – 水蒸気蒸留、精油、薬局方、臨床薬理学、治験、ランダム化比較試験、検疫、がん手術、がん治療、薬物治療、フィトテラピー、Hindiba、Taxus baccata L、カルシウム拮抗剤
- アイザック・メリット・シンガー (1811–1875)、アメリカ – ミシン
- バラス・スキナー (1904–1990)、アメリカ – スキナー箱
- en:Nikolay Slavyanov (1854–1897)、ロシア – 被覆アーク溶接
- en:Alexander Smakula (1900–1983)、ウクライナ/ロシア/アメリカ – 反射防止膜
- マイケル・スミス (1932–2000)、アメリカ – 部位特異的変異誘発（分子生物学）
- オリヴァー・スミティーズ (1925–2017)、マーティン・エヴァンズ(1941 - )とマリオ・カペッキ (1937 - )とともに、アメリカ – ノックアウトマウス、遺伝子ターゲッティング
- en:Yefim Smolin、ロシア – en:table-glass (stakan granyonyi)
- en:Friedrich Soennecken (1848–1919)、ドイツ – リングバインダー、パンチ
- 蘇頌 (1020–1101)、中国 – 最初のローラーチェーン
- en:Marin Soljačić (1974 - )、クロアチア – 磁界調相結合
- エドウィン・サザン (1938 - )、アメリカ – サザンブロッティング（分子生物学）
- en:Alfred P. Southwick (1826–1898)、アメリカ – 電気椅子
- en:Igor Spassky (1926 - )、ロシア – シーローンチプラットフォーム
- パーシー・スペンサー (1894–1970)、アメリカ – 電子レンジ
- en:Elmer Ambrose Sperry (1860–1930)、アメリカ – ジャイロスコープによるガイド付きオートパイロット
- ライマン・スピッツァー (1914–1997)、アメリカ – ステラレータ（物理学）
- en:Bhargav Sri Prakash (1977 - )、インド/アメリカ – en:FriendsLearnのLearnificationプラットフォーム、仮想現実システム、電磁衝突回避システム、OBDベースの車載パワートレイン性能測定、ドライブ・バイ・ワイヤシステム用のレートベースのドライバー制御
- ラディスラフ・スタレヴィッチ (1882–1965)、ロシア/フランス – 人形アニメーション、en:live-action/animated film
- ゲイリー・スタークウェザー (1938 - )、アメリカ – レーザープリンター、カラーマネージメントシステム
- en:Boris Stechkin (1891–1969)、ロシア – イリヤー・ムーロメツとツァーリ・タンクの共同開発者。ソ連の熱機関と航空用エンジンの開発者。
- ジョージ・スチーブンソン (1781–1848)、イギリス – 蒸気機関車
- シモン・ステヴィン (1548–1620)、オランダ – ランドセーリング
- en:Andreas Stihl (1896–1973)、スイス/ドイツ – 電気チェーンソー
- ロバート・スターリング (1790–1878)、スコットランド – スターリングエンジン
- en:Aurel Stodola (1859–1942)、スロバキア – ガスタービン
- アレクサンドル・ストレトフ (1839–1896)、Russia – 外部光電効果にもとづく最初の太陽電池
- リーヴァイ・ストラウス (1829–1902)、アメリカ – ブルージーンズ
- ジョン・ストリングフェロー (1799–1883)、イギリス – 空気蒸気車
- ビャーネ・ストロヴストルップ (1950 - )、デンマーク – C++（プログラミング言語）
- en:Almon Strowger (1839–1902)、アメリカ – 自動電話交換
- en:Emil Strub (1858–1909)、スイス – Strub rack railway system
- アブドゥル・ラフマーン・スーフィー（アゾーフィ）(903–986)、ペルシア/イラン – 計時アストロラーベ、航法アストロラーベ、測量アストロラーベ
- 杉本京太 (1882–1972)、日本 – 和文タイプライター
- 杉浦睦夫 (1918–1986)、日本 – 上部消化管内視鏡
- パーヴェル・スホーイ (1895–1975)、ロシア – Suシリーズの戦闘機
- en:Simon Sunatori (1959 - )、カナダ – MagneScribeとMagic Spicerの発明者
- en:Sushruta (600 BC)、Vedic India – 形成手術、白内障手術、鼻形成術の発明者
- テオドール・スヴェドベリ (1884–1971)、スウェーデン – 分析用超遠心機
- ジョゼフ・スワン (1828–1914)、イギリス – 白熱電球
- Robert Swanson (1905–1994)、カナダ – ディーゼル機関車で用いる最初のマルチチャイムエアホーンの発明・開発
- en:Remi Swierczek (1958 - )、ポーランド – Music Identification SystemとMico Changer（カジノで使われるコインホッパーとディスペンサー）
- en:Andrei Sychra (c.1773/76–1850)、リトアニア/ロシア、チェコにルーツ – ロシア7弦ギター
- en:Walter Sylvester (1867–1944)、イギリス – 安全に坑木を取り除く"Sylvester"
- en:Vladimir Syromyatnikov (1933–2006)、ロシア – アンドロジナスドッキング機構と他の宇宙船ドッキング機構
- サイモン・ジィー (1936 -  2023)、台湾/アメリカ、ダウォン・カーン (1931–1992、韓国）とともに – 浮遊ゲートMOSFET
- レオ・シラード (1898–1964)、ハンガリー/アメリカ – 原子爆弾の共同開発者。原子炉の特許を取得。マンハッタン計画の触媒

### T
- en:Muhammad Salih Tahtawi (fl. 1659 – 1660)、ムガル帝国 – 縫い目のない地球儀と天球儀
- en:Gyula Takátsy (1914–1980)、ハンガリー – 初のマイクロタイタープレート
- en:Esther Takeuchi (1953 - ) – 150以上の米国特許を持っており、これはアメリカの女性で最大である。
- イーゴリ・タム (1895–1971)、ロシア – トカマクの共同開発者
- 鄧青雲 (1947 - )、香港/アメリカ、en:Steven Van Slyke、アメリカとともに – 有機エレクトロルミネッセンス
- en:Mardi bin Ali al-Tarsusi (c. 1187)、中東 – 釣り合い重りトレビュシェット、マンゴネル
- en:Gustav Tauschek (1899–1945)、オーストリア – 磁気ドラムメモリ
- en:Kenyon Taylor (inv. 1961)、アメリカ – en:Flip-disc display
- en:Bernard Tellegen (1900–1990)、オランダ – 五極管
- エドワード・テラー (1908–2003)、ハンガリー – 水素爆弾
- en:Eli Terry (1772–1852)
- ニコラ・テスラ (1856–1943)、クロアチア/セルビア – 誘導電動機、高圧 / 高周波電力実験、電力伝送
- レフ・テルミン (1896–1993)、ロシア – テルミン、インターレース、盗難警報器、en:terpsitone、en:Rhythmicon（最初のドラムマシン）、The Thing (盗聴器）
- en:Charles Xavier Thomas de Colmar (1785–1870)、フランス – 加減計算機
- エリフ・トムソン (1853–1937)、イギリス、アメリカ – 多作の発明家。アーク灯など
- ウィリアム・トムソン (1824–1907)、イギリス – ケルビン絶対温度の尺度
- en:Eric Tigerstedt (1887–1925)、フィンランド – en:Sound-on-film、三極真空管
- en:Kalman Tihanyi (1897–1947)、ハンガリー – 陰極線管とアイコノスコープの共同発明者
- en:Mikhail Tikhonravov (1900–1974)、ロシア – コロリョフとKeldyshとともにスプートニク1号（初の人工衛星）の共同開発者。その後のスプートニクの設計者。
- ガブリール・チホフ (1875–1960)、ロシア – フェザリング・スペクトグラフ
- en:Benjamin Chew Tilghman (1821–1897)、アメリカ – サンドブラスト
- フョードル・トカレフ (1871–1968)、ロシア – トカレフTT-33半自動拳銃とトカレフSVT-40自動装填式ライフル銃
- レイ・トムリンソン (1941 - 2016、アメリカ – 初のコンピュータ間の電子メール inv. 1971
- エヴァンジェリスタ・トリチェリ (1608–1647)、イタリア – 気圧計
- en:Alfred Traeger (1895–1980)、オーストラリア – ペダルラジオ
- リチャード・トレビシック (1771–1833)、イギリス – 高圧蒸気機関、最初の完全な蒸気機関車
- en:Franc Trkman (1903–1978)、スロベニア – 電気スイッチ、開口窓の付属品
- ハンス・トロプシュ (1889–1935)、フランツ・フィッシャー(1877–1947)とともに、ドイツ – フィッシャー・トロプシュ法（精製プロセス）
- Yuri Trutnev (1927 - )、ロシア – ツァーリ・ボンバの共同開発者
- ロジャー・Y・チエン (1952–2016)、下村脩(1928–2018)とマーティン・チャルフィー(1947 - )とともに、アメリカ – 緑色蛍光タンパク質の発見と発展
- コンスタンチン・ツィオルコフスキー (1857–1935)、ロシア – 宇宙飛行
- ミハイル・ツヴェット (1872–1919)、ロシア – クロマトグラフィー（特に最初のクロマトグラフィー法である吸着クロマトグラフィー）
- en:Alexei Tupolev (1925–2001)、ロシア – ツポレフ Tu-144（最初の超音速ジェット旅客機）
- アンドレーイ・トゥーポレフ (1888–1972)、ロシア – ターボプロップエンジンの長距離旅客機(Tu-114)、ターボプロップ戦略爆撃機(Tu-95)
- ナスィールッディーン・トゥースィー (1201–1274)、ペルシア/イラン – 観測所、en:Tusi-couple
- en:Sharaf al-Dīn al-Tūsī (1135–1213)、ペルシア/イラン – 直線アストロラーベ
- en:Ralph Hart Tweddell (1843–1895)、イングランド – ポータブル水圧リベッタ

### U
- 宇田新太郎 (1869–1976)、日本 – 八木・宇田アンテナ(八木秀次と共同発明)
- en:Lewis Urry (1927–2004)、カナダ – 長続きするアルカリ電池
- en:Tomislav Uzelac、クロアチア – 最初に成功したMP3プレーヤー、AMP

### V
- en:Ira Van Gieson (1866–1913)、アメリカ – en:Van Gieson's stain（組織学）
- en:Theophilus Van Kannel (1841–1919)、アメリカ – 回転ドア (1888)
- en:Vladimir Veksler (1907–1966)、ロシア – シンクロファゾトロン、シンクロトロンの共同発明者
- ジョン・ベン (1834–1923)、イギリス – ベン図 (1881)
- en:Auguste Victor Louis Verneuil (1856–1913)、フランス – ベルヌーイ法（結晶成長）
- ピエール・ヴェルニエ (1580–1637)、フランス – バーニヤ (1631)
- en:Lucien Vidi (1805–1866)、フランス – 自記気圧計
- en:Edgar Villchur (1917–2011)、アメリカ – en:Acoustic suspension（拡声器）
- アルトゥーリ・ヴィルタネン (1895–1973)、フィンランド – en:AIV fodder
- アレッサンドロ・ボルタ (1745–1827)、イタリア – 電池、特にボルタ電池
- バーナード・ヴォネガット (1914–1997)、Henry Chessin、Richard E. Passarelli Jr.とともに、アメリカ – ヨウ化銀による人工降雨
- en:Ivan Vučetić (1858–1925)、クロアチア – 指紋の分類方法

### W
- en:Ruth Graves Wakefield (1903–1977)、アメリカ – チョコチップクッキー
- en:Paul Walden (1863–1957)、ラトビア/ロシア/ドイツ – ヴァルデン反転、硝酸エチルアンモニウム（最初の室温イオン液体）
- ジミー・ウェールズ (1966 - )、ラリー・サンガーとともに、アメリカ – ウィキペディア
- マダム・C.J.ウォーカー (1867–1919)、アメリカ – アフリカ系アメリカ女性に対する美容ヘア製品
- バーンズ・ウォリス (1887–1979)、イギリス – 反跳爆弾
- en:Frederick Walton (c. 1834–1928)、イギリス – リノリウム
- en:Maurice Ward (1933–2011)、イギリス – en:Starlite
- en:Aldred Scott Warthin (1866–1931)、together with Allen Chronister Starry (1890–1973)、アメリカ – en:Warthin–Starry stain（組織学）
- ロバート・ワトソン＝ワット (1892–1973)、スコットランド – マイクロ波レーダー
- ジェームズ・ワット (1736–1819)、スコットランド – 改良した蒸気機関
- トマス・ウェッジウッド (1771–1805)、イギリス – 最初の（永久的ではない）写真
- カール・ヴェルスバッハ (1858–1929)、オーストリア – ガスマントル、フェロセリウム
- en:Jonas Wenström (1855–1893)、スウェーデン – 三相交流
- ジョージ・ウェスティングハウス (1846–1914)、アメリカ – 空気ブレーキ
- チャールズ・ホイートストン (1802–1875)、イギリス – コンサーティーナ、ステレオスコープ、マイクロフォン、en:Playfair cipher、シュードスコープ、ダイナモ
- en:Richard T. Whitcomb (1921–2009)、アメリカ – スーパークリティカル翼型、ウィングレット
- イーライ・ホイットニー (1765–1825)、アメリカ – 綿繰り機
- フランク・ホイットル (1907–1996)、イギリス – ジェットエンジンの共同発明者
- オットー・ウィフテルレ (1913–1989)、チェコスロバキア – ソフトコンタクトレンズ
- en:Margaret Wilcox (1838 - ) – 自動車ヒーター
- ノーマン・ウィルキンソン (1878–1971)、イギリス – ダズル迷彩
- チャールズ・トムソン・リーズ・ウィルソン (1869–1959)、イギリス – 霧箱
- en:Paul Winchell (1922–2005)、アメリカ – 人工心臓
- セルゲイ・ヴィノグラドスキー (1856–1953)、ロシア/USSR – 微生物を培養するためのヴィノグラドスキーカラム
- ニクラウス・ヴィルト (1934 - 2024)、スイス – Pascal
- en:A. Baldwin Wood (1879–1956)、アメリカ – 高容量ポンプ
- ノーマン・ジョセフ・ウッドランド (1921–2012)、（バーナード・シルバー (1924–1963)とともに）、アメリカ – バーコード
- en:Granville Woods (1856–1910)、アメリカ – 同期多重鉄道電信
- スティーブ・ウォズニアック (1950 - )、アメリカ – Apple I & IIコンピュータ（初期のMacintoshコンセプト）、 CL 9 CORE 学習リモコンとその他のデバイスと応用
- en:James Homer Wright (1869–1928)、アメリカ – en:Wright's stain（組織学）
- ライト兄弟、オーヴィル(1871–1948)とウィルバー(1867–1912) – アメリカ – 固定翼航空機
- アーサー・ウィン (1862–1945)、イギリス – クロスワードパズルの創始者

### X
- 一行 (683–727)、中国 – 天文時計

### Y
- パーヴェル・ヤブロチコフ (1847–1894)、ロシア – ヤブロチコフの蝋燭（初の商業的電気炭素棒アーク灯）
- 八木秀次 (1886–1976)、日本 – 八木・宇田アンテナ(宇田新太郎と共同発明)
- アレクサンドル・セルゲーエヴィチ・ヤコヴレフ (1906–1989)、ロシア – 初のリージョナルジェットであるYak-40含むYakシリーズ航空機
- en:Linus Yale Jr. (1821–1868)、アメリカ – シリンダー錠
- en:Linus Yale Sr. (1797–1858)、アメリカ – ピンタンブラー錠
- en:Gazi Yasargil (1925 - )、トルコ – マイクロ脳神経外科学
- 矢頭良一 (1878–1908)、日本 – 計算機
- 横井軍平 (1941–1997)、日本 – ゲームボーイ
- アーサー・ヤング (1905–1995)、アメリカ – ベル・ヘリコプター
- en:Vladimir Yourkevitch (1885–1964)、ロシア/フランス/アメリカ – 船体設計
- 屠呦呦 (1930 - )、中国 – アルテミシニン
- Sergei Yudin (1891–1954)、ロシア – 死体血輸血とその他の医療手術
- ムハマド・ユヌス (1940 - )、バングラデシュ – マイクロクレジット、マイクロファイナンス
- アブー・ユースフ・ヤアクーブ (c. 1274)、モロッコ/スペイン – 包囲大砲
- Abraham Albert Yuzpe (inv. c. 1974)、アメリカ – ヤッペ法（避妊の1つ）

### Z
- アブー・アル＝カースィム・アッ＝ザフラウィー（アブルカシス）(936–1013)、アル＝アンダルス – カットグットの縫合糸、さまざまな手術器具、歯科用機器
- フランク・ザンボニー (1901–1988)、アメリカ – 整氷車
- en:Giuseppe Zamboni (1776–1846)、イタリア – ザンボニー電池（初期の電池）
- ルドヴィコ・ザメンホフ (1859–1917)、ロシア/ポーランド – エスペラント
- ヴァルター・ツァップ (1905–2003)、ラトビア/エストニア/ドイツ – ミノックス（超小型カメラ）
- ザルカーリー (Arzachel) (1028–1087)、アル＝アンダルス – 生活暦、en:equatorium、universalアストロラーベ
- イェフゲニィー・ザヴォイスキー (1907–1976)、ロシア – 電子スピン共鳴分光、核磁気共鳴分光法の共同開発者
- ニコライ・ゼリンスキー (1861–1953)、ロシア –世界初の効果的なフィルタリング石炭ガスマスク
- フェルディナント・フォン・ツェッペリン (1838–1917)、ドイツ – ツェッペリン
- フリッツ・ゼルニケ (1888–1966)、オランダ – 位相差顕微鏡
- 湯仲明 (1897–1980)、中国 – 木炭による内燃機関
- 周健 (1957–1999)、Ian Hector Frazer (1953–)とともに、中国/アメリカ – 子宮頸癌に対するHPVワクチン
- ニコライ・ジュコーフスキー (1847–1921)、ロシア – 初期の風洞、ツァーリ・タンクの共同開発者
- カール・ツィーグラー (1898–1973)、ジュリオ・ナッタ (1903–1979)とともに、ドイツ/イタリア – チーグラー・ナッタ触媒
- en:Franz Ziehl (1857–1926)、en:Friedrich Neelsen (1854–1898)とともに、ドイツ – チール・ネールゼン法（組織学）
- コンラート・ツーゼ (1910–1995)、ドイツ – 初のプログラム化可能な多目的コンピュータ(Z1、Z2、Z3、Z4)
- en:Vasily Zvyozdochkin (1876–1956)、ロシア – マトリョーシカ人形（en:Sergey Malyutinとともに）
- ウラジミール・ツヴォルキン (1889–1982)、ロシア/アメリカ – アイコノスコープ、キネスコープ